# Marie Jirásková (výtvarnice)
Marie Jirásková (* 6. března 1964 Ivančice) je česká výtvarnice, scénografka a pedagožka.

## Život
V letech 1981–1984 vystudovala Střední průmyslovou školu textilní v Brně, obor návrhář oděvů a divadelního kostýmu.
V roce 1985 působila jako výtvarník v Divadle na provázku.
V letech 1986–1991 studovala obor scénografie na Katedře alternativního a loutkového divadla DAMU v Praze u Václava Kábrta. Už během studia pracovala na řadě divadelních projektů, které byly úspěšné na festivalech v Československu i zahraničí (Německo, Francie, Holandsko).
Od roku 1991 působí jako vizuální umělec ve svobodném povolání a od té doby svou činnost dělí mezi divadelní a filmovou scénografii a kostým, design výstav a volné výtvarné projekty. Svou volnou tvorbu prezentuje na společných i samostatných výstavách v Česku i zahraničí.
Od roku 1996 je činná jako pedagog v Atelieru scénografie divadelní fakulty JAMU v Brně. V roce 2009 obhájila disertační práci na téma Vizualita českého loutkového divadla v první polovině 20. století. V roce 2013 se habilitovala prací Mezi světlem a tmou a od roku 2015 působí jako vedoucí Atelieru scénografie Divadelní fakulty Janáčkovy akademie múzických umění v Brně. V roce 2025 byla jmenována profesorkou. 
Od poloviny osmdesátých let vytvořila se svým manželem Pavlem Jiráskem sbírku historických českých loutek od počátku 19. století až do roku 1950. Kurátorsky i designově připravila 25 výstavních projektů s historickými loutkami v Čechách i zahraničí.
Její odborná publikace Loutka a moderna (JAMU-Arbor Vitae 2011) získala ceny Nejkrásnější kniha 2011, Zlatá stuha IBBY 2011 a kniha Umění loutky (KANT 2019) cenu Nejkrásnější kniha 2019, 3. místo v kategorii odborná literatura.

## Dílo

### Objekty, loutky
Podstatou loutek, soch a objektů Marie Jiráskové, které tvořila od konce 80. let, je opuštění média klasické marionety s její mechanikou, technologií pohybu a řezbářskými klišé a pokus vytvořit geometrické a elementární formy, antinaturalistické a jen symbolizující předlohu. Její stylizované objekty jsou zbaveny deformujících kostýmů, jsou určeny elementárně-matematickým tvarem a doplněny atributem zpravidla zapomenutých a torzovitých předmětů, s nimiž pracuje s řemeslnou precizností. Tyto objekty vytváří dojem tajuplných totemů a fetišů, fantaskních symbolických loutek, modernistických dekorativních objektů a bizarních pohádkových bytostí přítomných a žijících v našem reálném světě. Přitažlivost jejich děl se odehrává mezi poetikou surrealistického snu na straně jedné a architektonickým art deco konstruktérstvím na straně druhé.
„Hermy Marie Jiráskové působí jako totemy jakéhosi zvláštního neznámého kultu. Autorka se je ovšem nesnaží propracovat do posledních detailů, ale vtiskuje jim podobně jako antickým hermovkám trochu obecnější podobu, která zdůrazňuje to podstatné, základní tvar objektů. Jirásková hledá archetyp, prapůvodní tvar, který prochází jednotlivými epochami dějin a postupně na sebe nabaluje různé detailnější formy a významy, které se napříč historií průběžně mění. Hledáním archetypu dává svým pracím obecnější nadčasovou podobu.“
Janás, Robert. Marie Jirásková, Hermy.  České noviny, zpravodajský server ČTK, 24.09.2003.

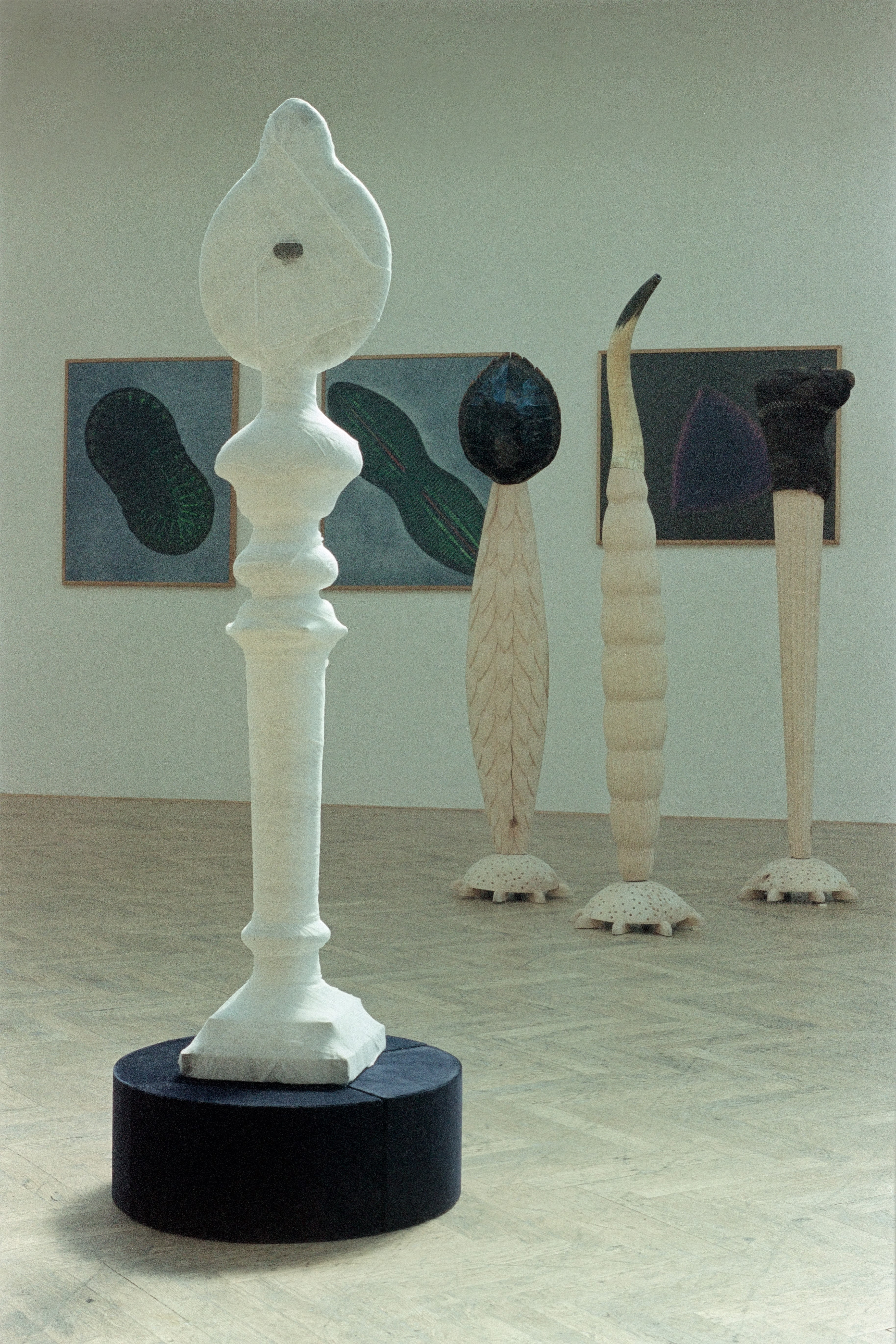
Marie Jirásková, Pandora box, Flotilla - House of Arts of the City of Brno 1999
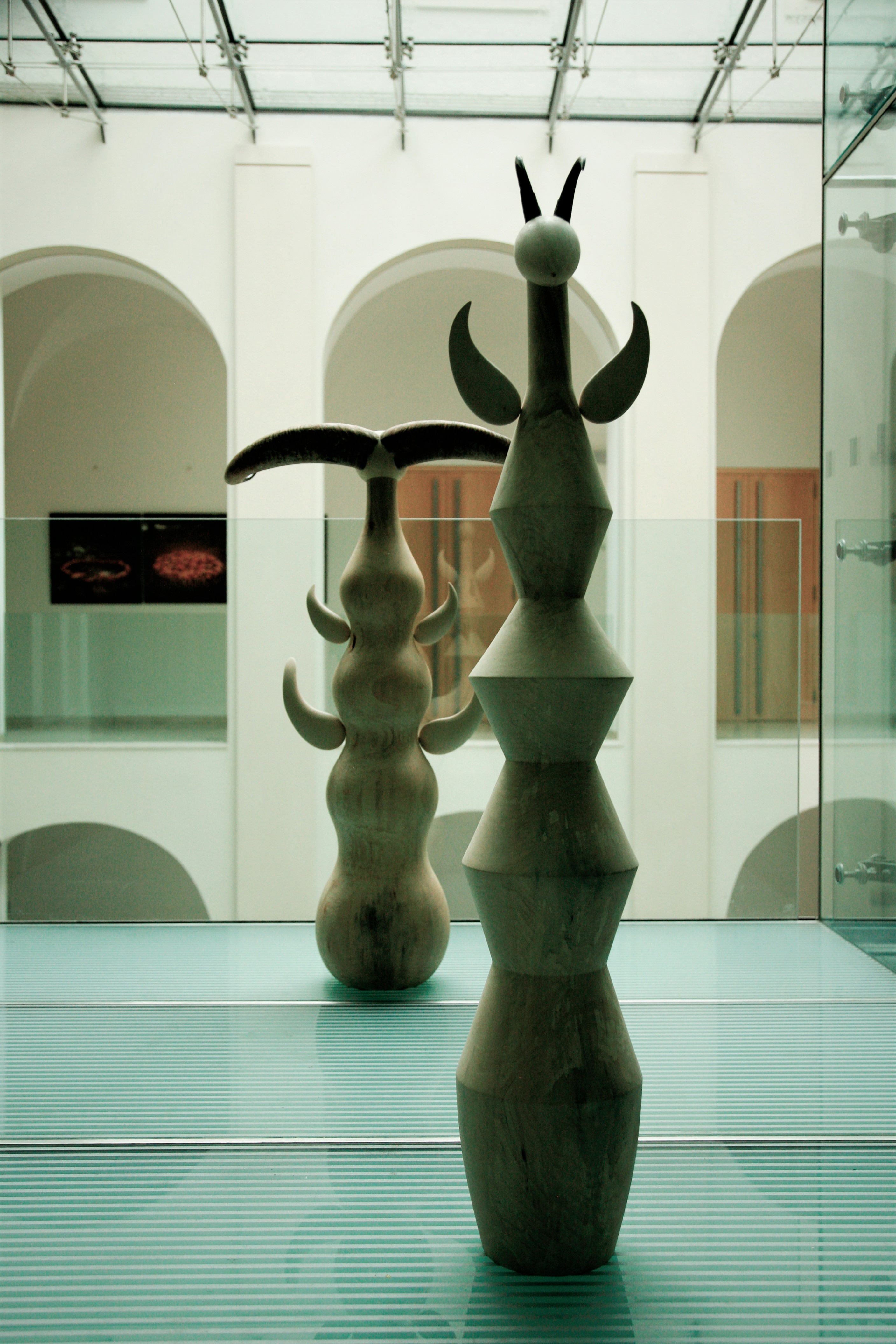
Marie Jirásková, Ambience, Theater Reduta Brno, 2011
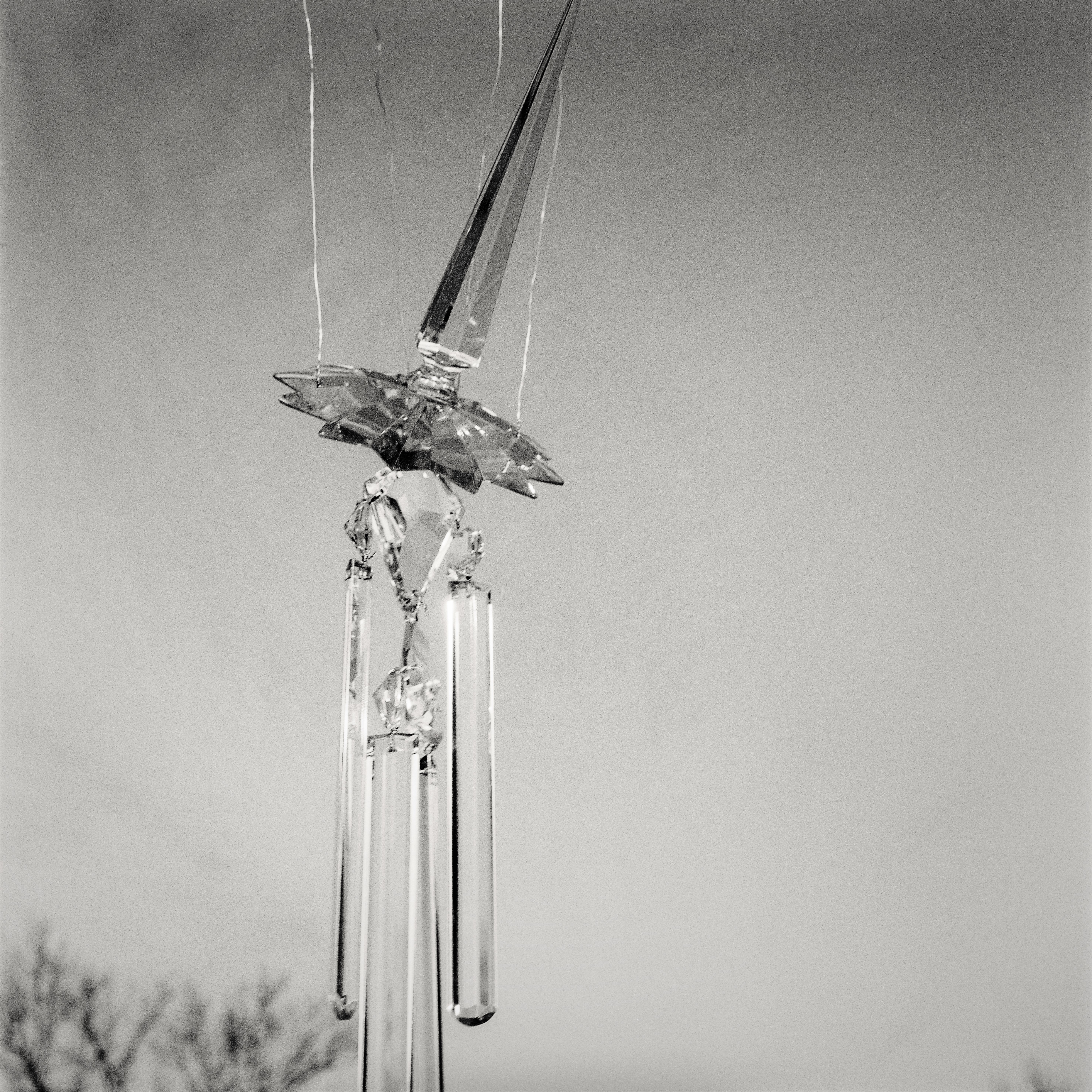
Marie Jirásková, Piero, Glass circus, 2005

### Instalace
První pokusy Marie Jiráskové s instalacemi vznikly v mediteránním krajinném prostředí v roce 1996, kdy vytvářela teatrální scény výhradně z přírodních materiálů.
„Krajinná zátiší dotváří a zabydluje Marie Jirásková instalacemi z (jakoby na místě nalezených) objektů, které pak na fotografiích vytvářejí dojem fantastických živých bytostí či přírodních zoomorfních přírodních útvarů. Tato sofistikovaná hra s realitou, která je ve výsledku přístupná pouze fotografickým ”záznamem”, vědomě zneužívá podvědomého stereotypu, kvůli kterému máme tendenci vnímat fotografii nikoliv jako obraz, ale jako okno do reality.“
Šimáček, Jiří. Marie Jirásková, Tvoři. Brno 2000, text k výstavě.

Později se od iluzivních přírodních „divadel“ s využitím lokálních materiálů přesunula k projektům site specific i v průmyslovém prostředí, např. v roce 1999 Křídla v modelárně bývalého továrního komplexu Vaňkovka.

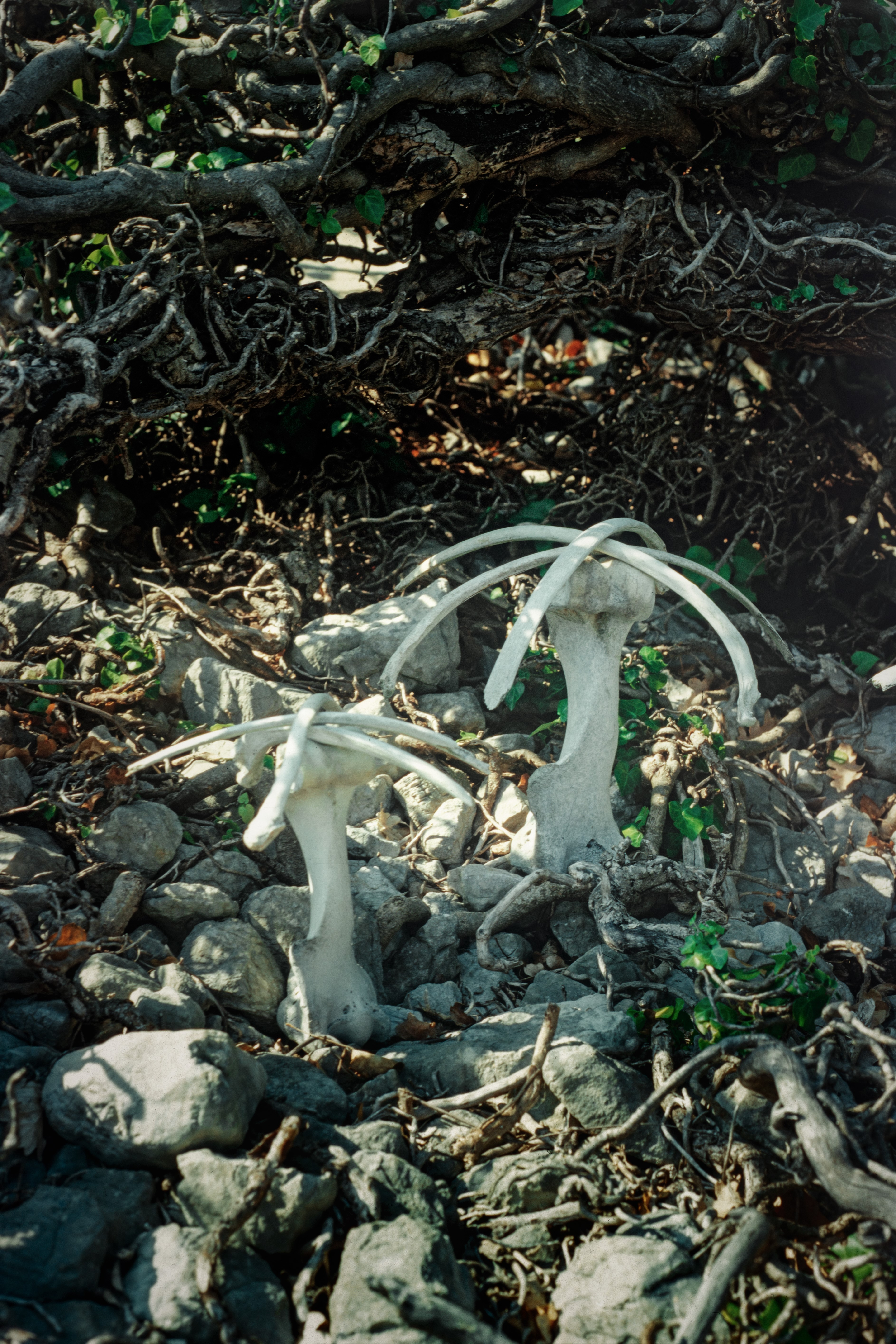
Marie Jirásková, The Two of Them, instalation, 1996
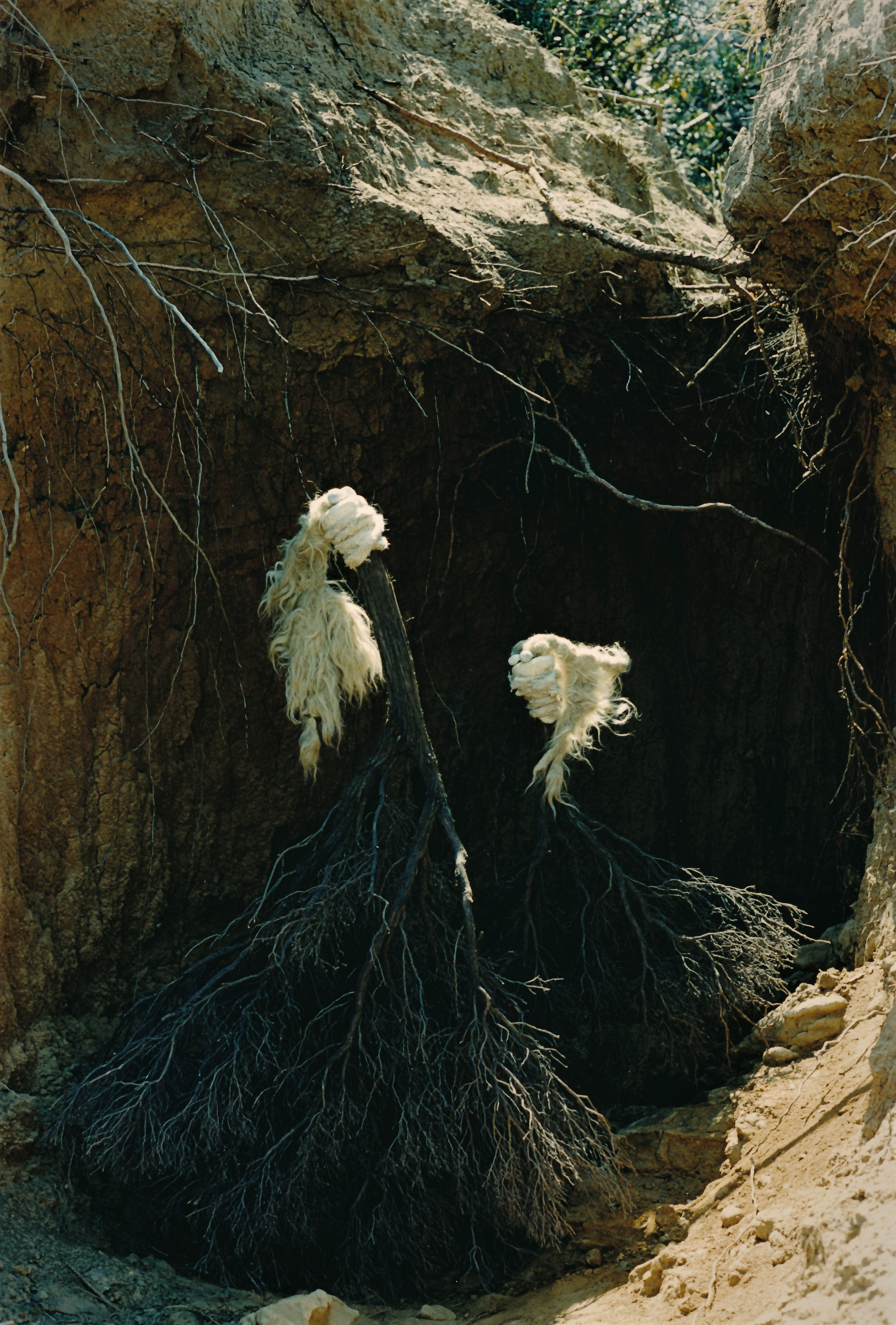
Marie Jirásková, Dancers, 1997
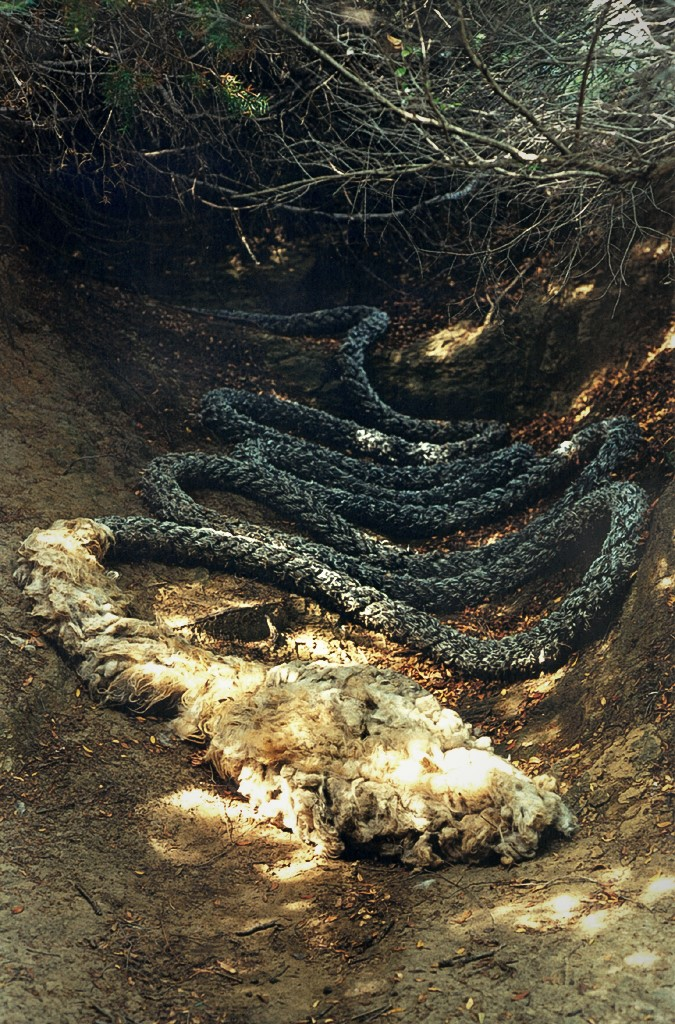
Marie Jirásková, Sleeping Snake, 1997

### Hnízda a kruhy
V roce 2006 Marie Jirásková poprvé vytvořila instalace velkých „ptačích“ hnízd v přírodním prostředí a z materiálů, které les přirozeně nabízel. V následujících letech motiv postupně abstrahovala do kruhů z nejrůznějších přírodních materiálů a vytvářela tak environmentální symboly jednoty, času a nekonečnosti, dokonalosti a věčného opakování. Tyto přírodní kruhy, někdy menších, jindy větších rozměrů, podobně jako mandaly utváří harmonický celek nesoucí určitou energii, která během práce s obrazcem působí na duši umělce i pozorovatele.
Všechny tyto kruhové instalace dokumentovány fotograficky byly ponechány v původním prostředí a následně vystaveny působení přírodních živlů a času. Protože byly vytvořeny z přírodnin, postupně podlehly přirozenému a samovolnému rozkladu, přičemž jejich ekologický aspekt byl integrální a nezbytnou součástí celého konceptu.
O kruzích z plodnic hub, zejména magických muchomůrek, píše Magdalena Wells: „Zdánlivě banální činnost sbírání hub je v českém umění prezentována s rituálním akcentem. Bezprostředním impulzem bývá setkávání s čarodějnými kruhy, houbami rostoucími v pravidelných kruzích. V instalaci Marie Jiráskové vyústil v inscenovaný kruh muchomůrek, který po několik dní měnil svou podobu a běžní houbaři tak byli nuceni čelit nepravděpodobnému, ale zároveň hmatatelnému jevu uprostřed lesa.“  

Wells, Magdalena. Mezi zvířetem a květinou (Motiv houby v současném umění). Praha 2008, s. 170.

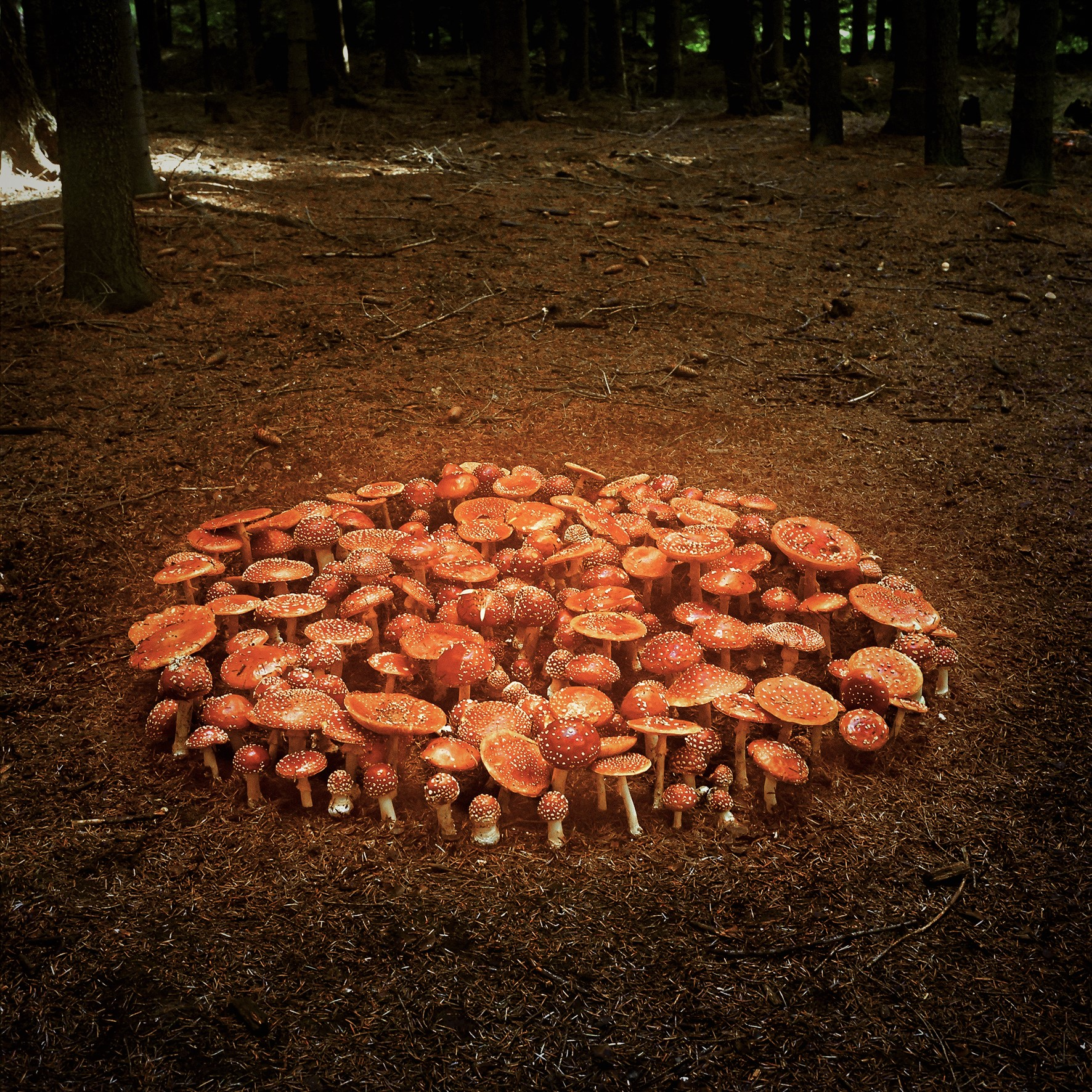
Marie Jirásková, Circles, 2006
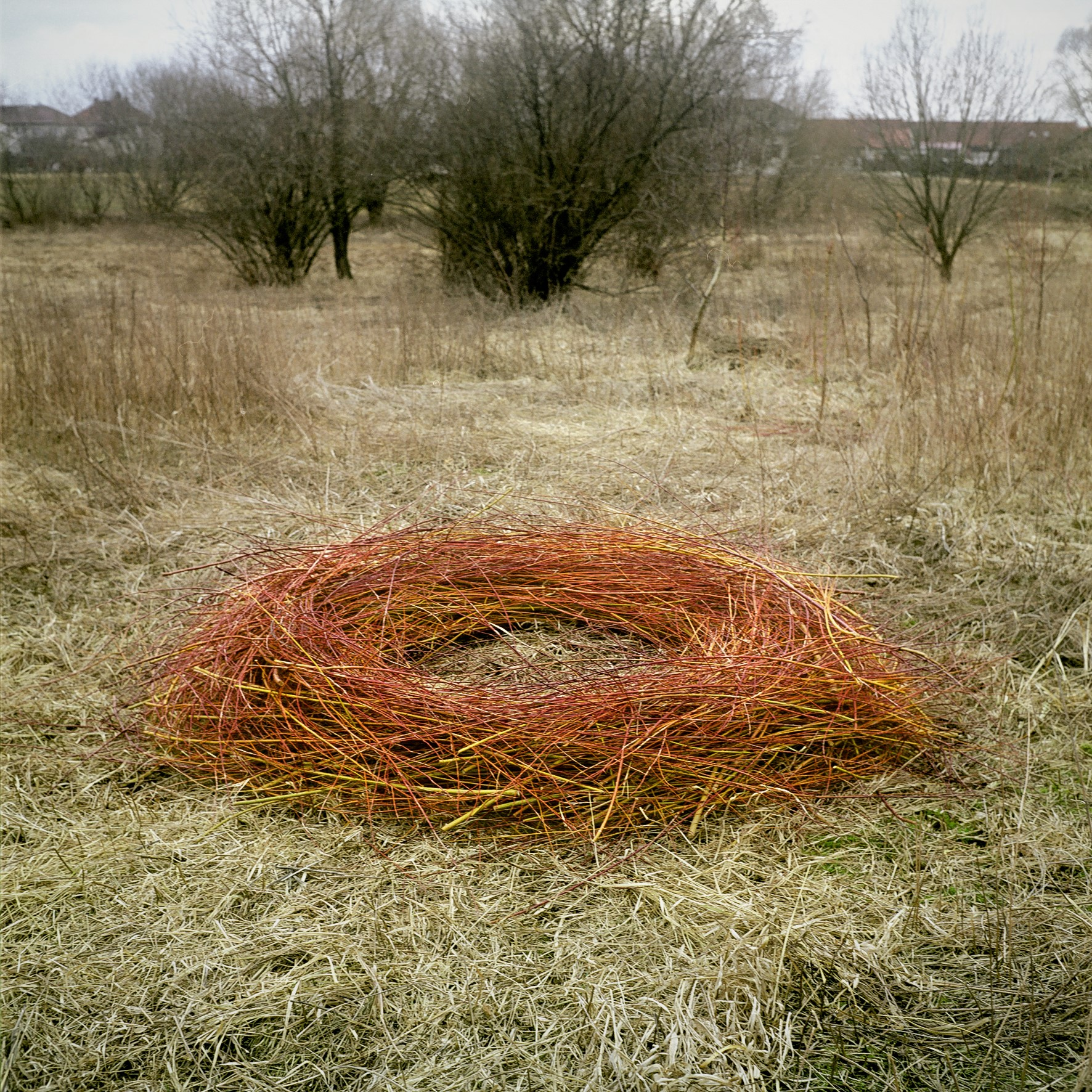
Marie Jirásková, Circles, 2014
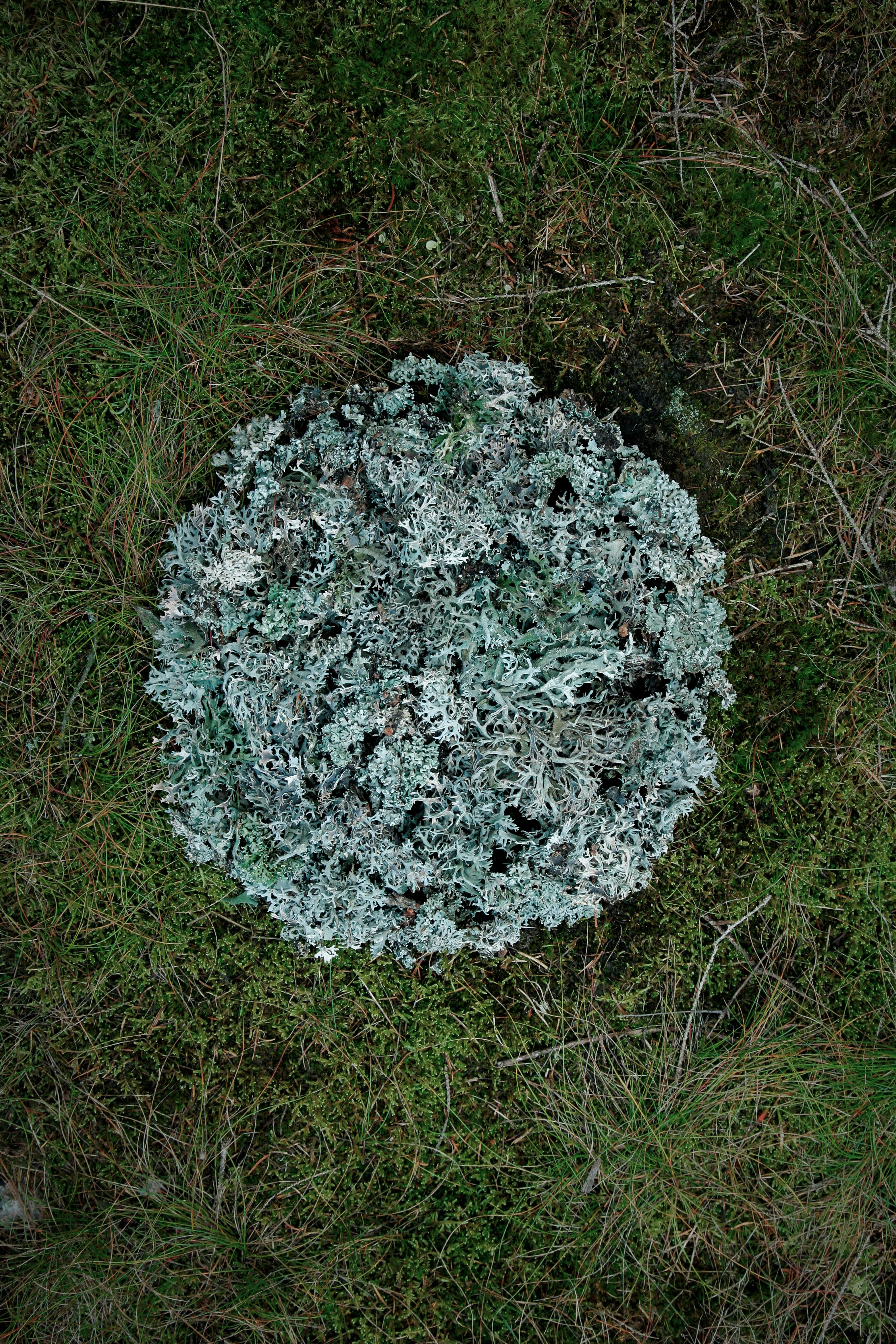
Marie Jirásková, Circles, 2017

### Performance
Akce „Three cocoons“ v roce 1998 byla dokladem odpoutání se od jevištního inscenačního divadla i klasické loutky a přiklonění se prostřednictvím scénografického objektu, světla a pohybu k nonverbální, pohybové, objektové a světelné performanci. Performance Skleněný cirkus v roce 2005 byla nonverbální akcí s médiem světla, pohybu a skleněných loutek, Světlem oděná v Paláci Šlechtičen MZM v Brně 2005 interaktivním pohybovým divadlem světelných kostýmů.
„Výraznou osobností v přechodovém pásmu mezi divadlem a výtvarným uměním je Marie Jirásková (1964). Ačkoli je její kostýmní (i scénografická) tvorba spojená také s tradičními scénami, jádro její činnosti, obzvlášť po roce 2000 leží ve vlastních nezávislých projektech. (…) V performanci „Světlem oděná“ (2005), odehrávající se v omezeném prostoru sklepení, neslyšící tanečníci, odění do “světelných kostýmů“ (overalů bez rukávů), pohybem reagovali na změny ve světelných projekcích, jež na jejich oblečení dopadaly. Situace, které přinášely nové významy, tak vznikaly přímo před očima diváků. Tento typ kostýmu nezprostředkovává příběh nebo téma inscenace, ale spíše pracuje se silou okamžiku, přítomnosti diváka a jeho spoluprožívání určité skutečnosti.“

Ptáčková, Věra – Příhodová, Barbora – Rybáková, Simona. Český divadelní kostým. Praha 2011, s. 208–209.

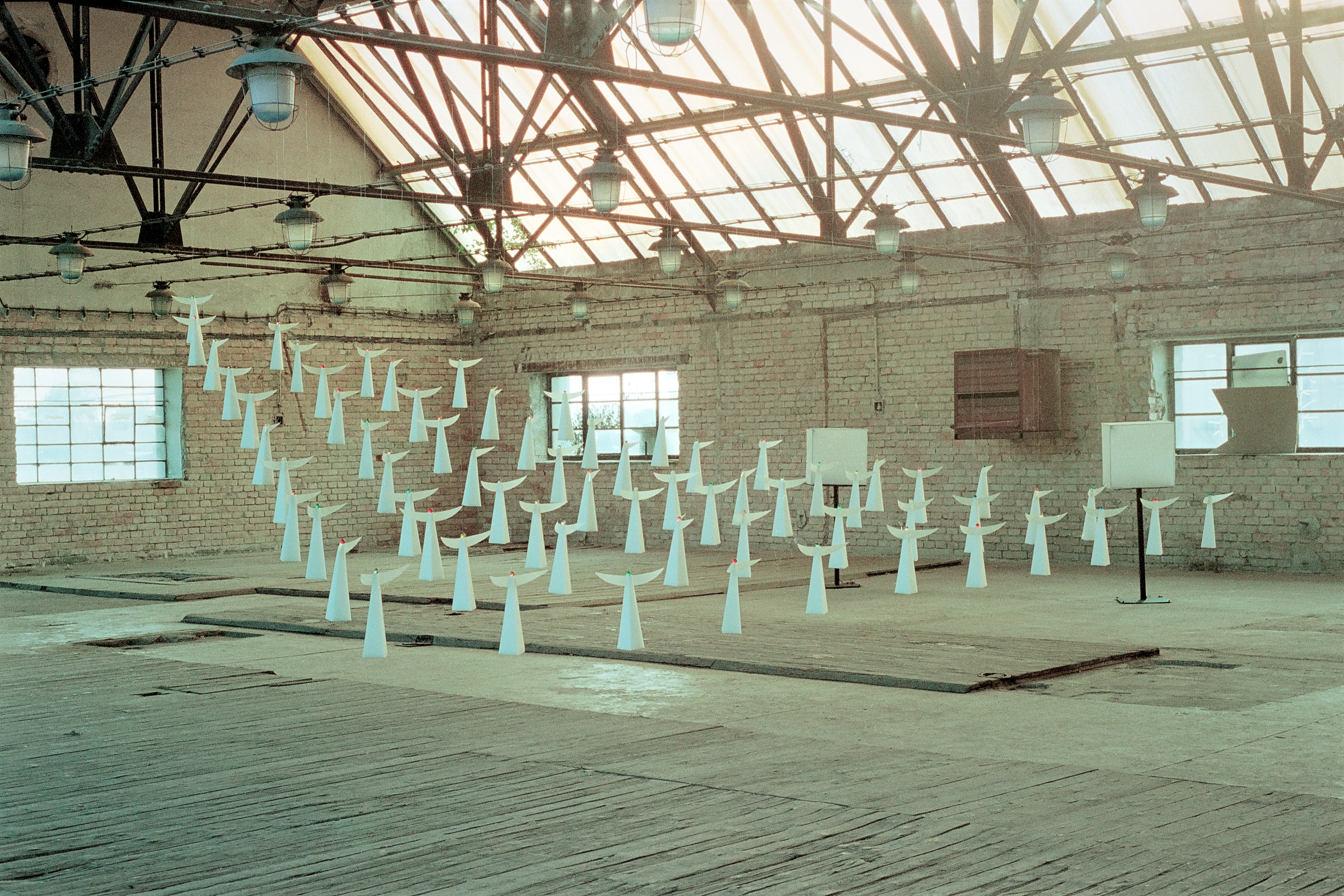
Marie Jirásková, Wings, Wannieck machine factory Brno 1999
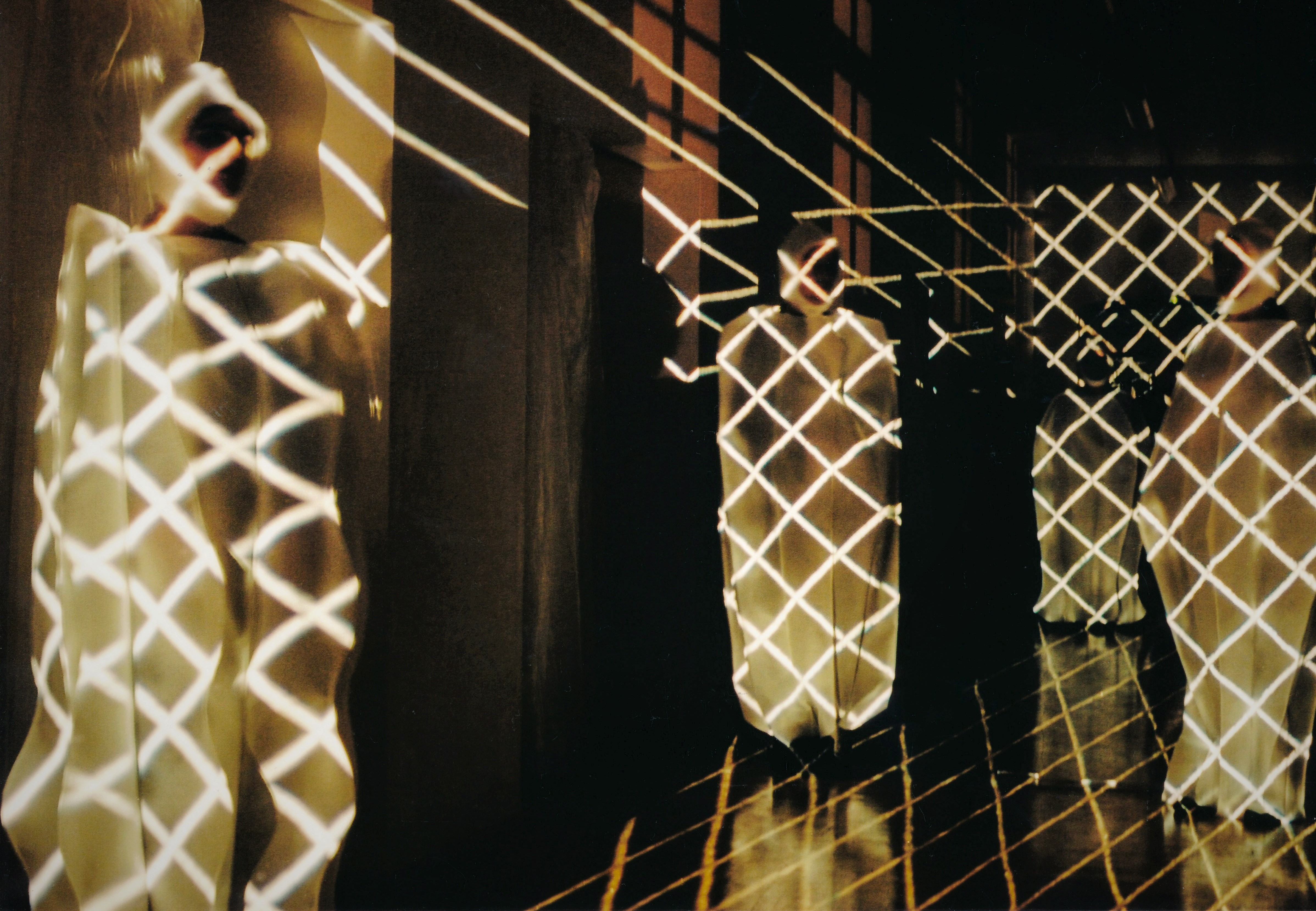
Marie Jirásková, Light clothed, performance, Palace of noblewoman Brno 1997
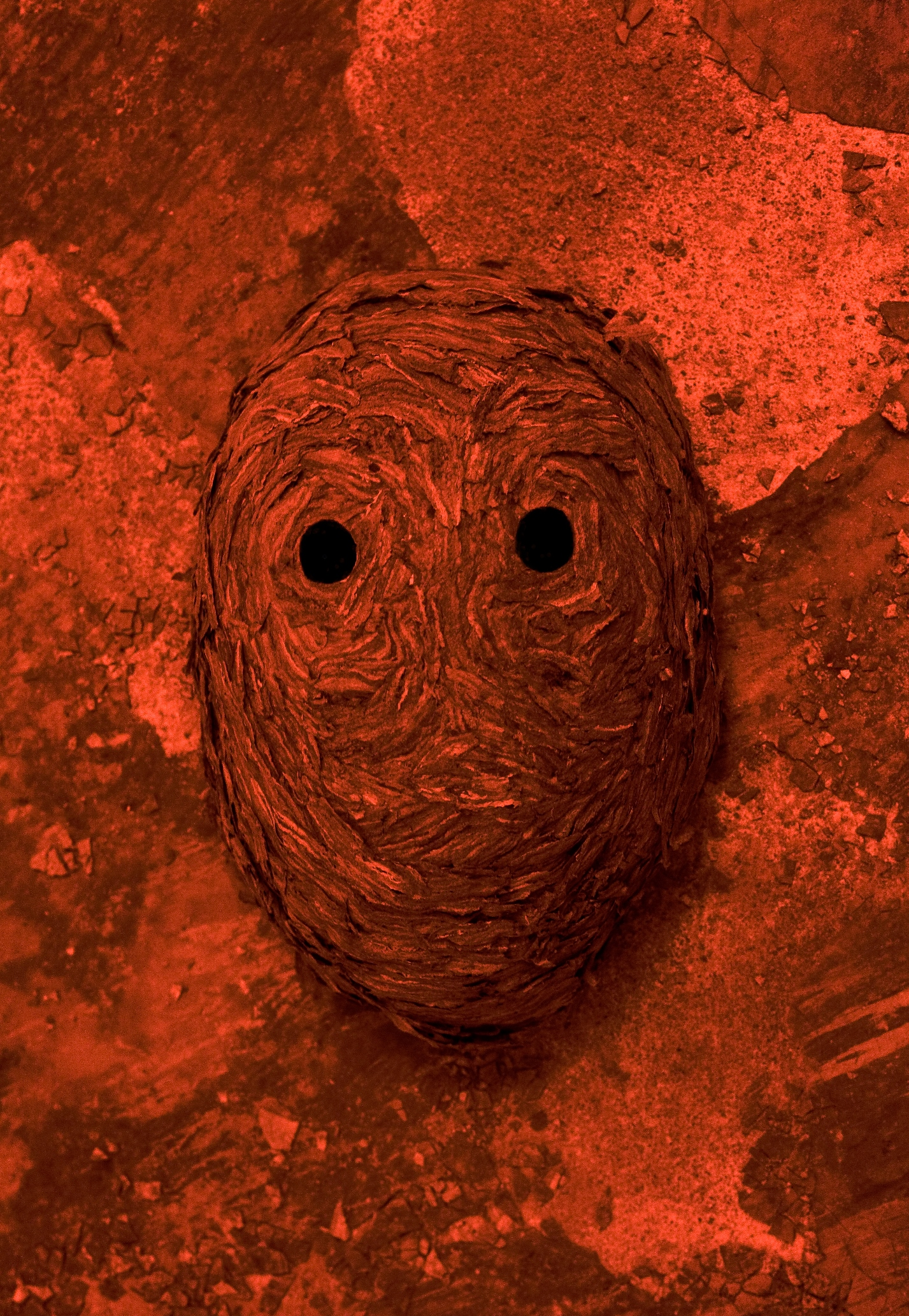
Marie Jirásková, Wasper, peformance PINK, mask made of wasp nests, Moravian Museum Brno 2010

### Práce se světlem
Po roce 2000 ve své tvorbě Marie Jirásková intenzivně využívá média světla, a to jak v konceptuálních fotografiích (soubor Iluminace, 2003), tak ve světelných obrazech (Genetic flowers, Rozsivky, 2007) až po instalace a performance (N.O.E. 2007, PINK 2010, Kajak 2009, All Soul’s of Ladybirds 2010). Se světlem často pracuje ve vzájemné interakci s pohybem a prostorem. Díky pohyblivým zdrojům světla, předmětům či lidským tělům vytváří sled proměnlivých světelných obrazů.
„V další rovině je název Iluminace použit ve významu osvětlení. Dekorativní vyznění fotografií je podřízeno hlubšímu symbolickému významu. Hlavním výrazovým prostředkem vystavených fotografií je světlo, které jim dodává jinou výtvarnou sílu. Rozsvícené, tvarově rozmanité lustry získávají novou podobu. Transformují svoji podstatu. Mění se ve svébytné abstraktní objekty, které na sebe berou podobu něčeho kosmického.“

Janás, Robert. Iluminace Marie Jiráskové. Atelier 11/2003, č. 5.

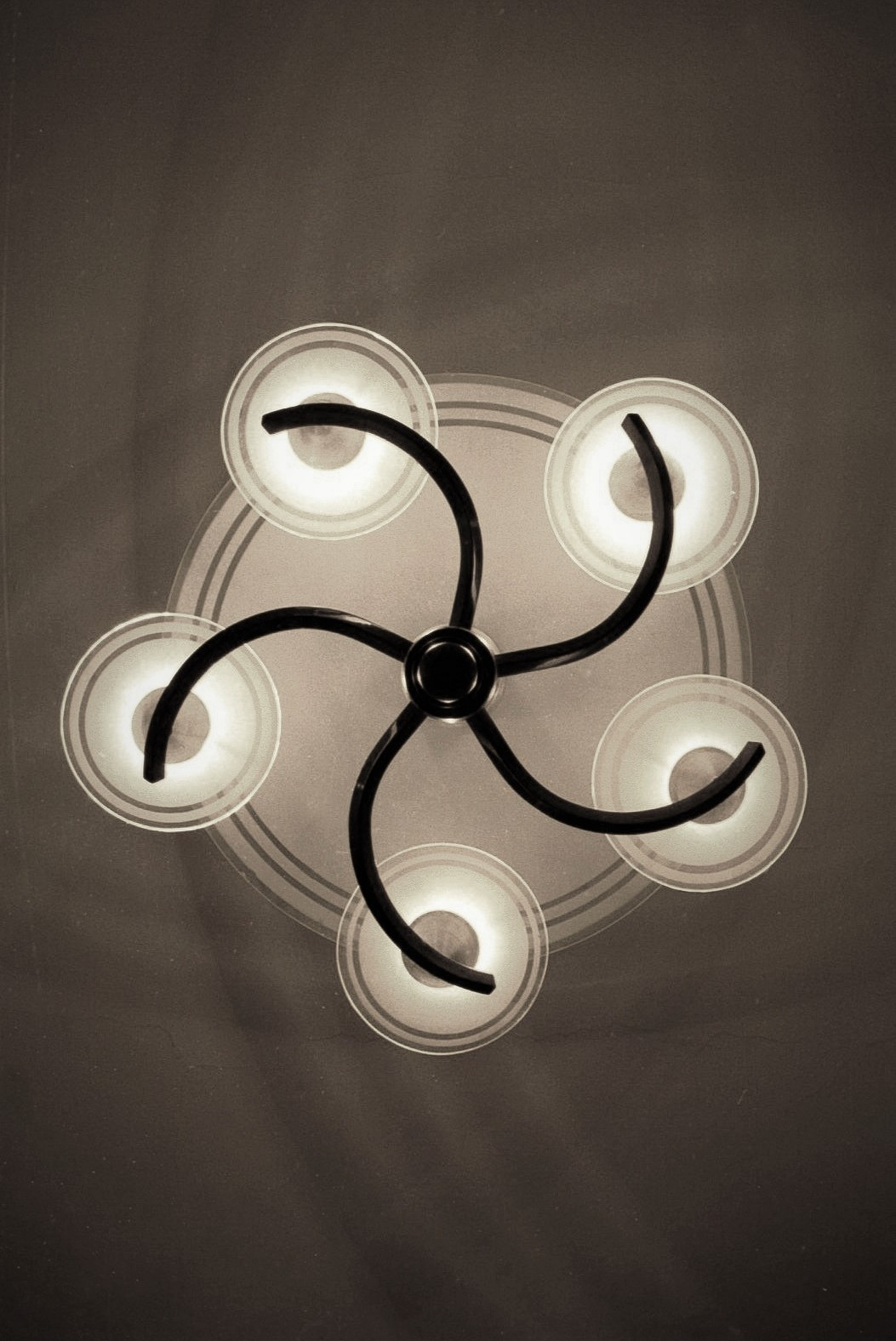
Marie Jirásková, Illuminations, 2003
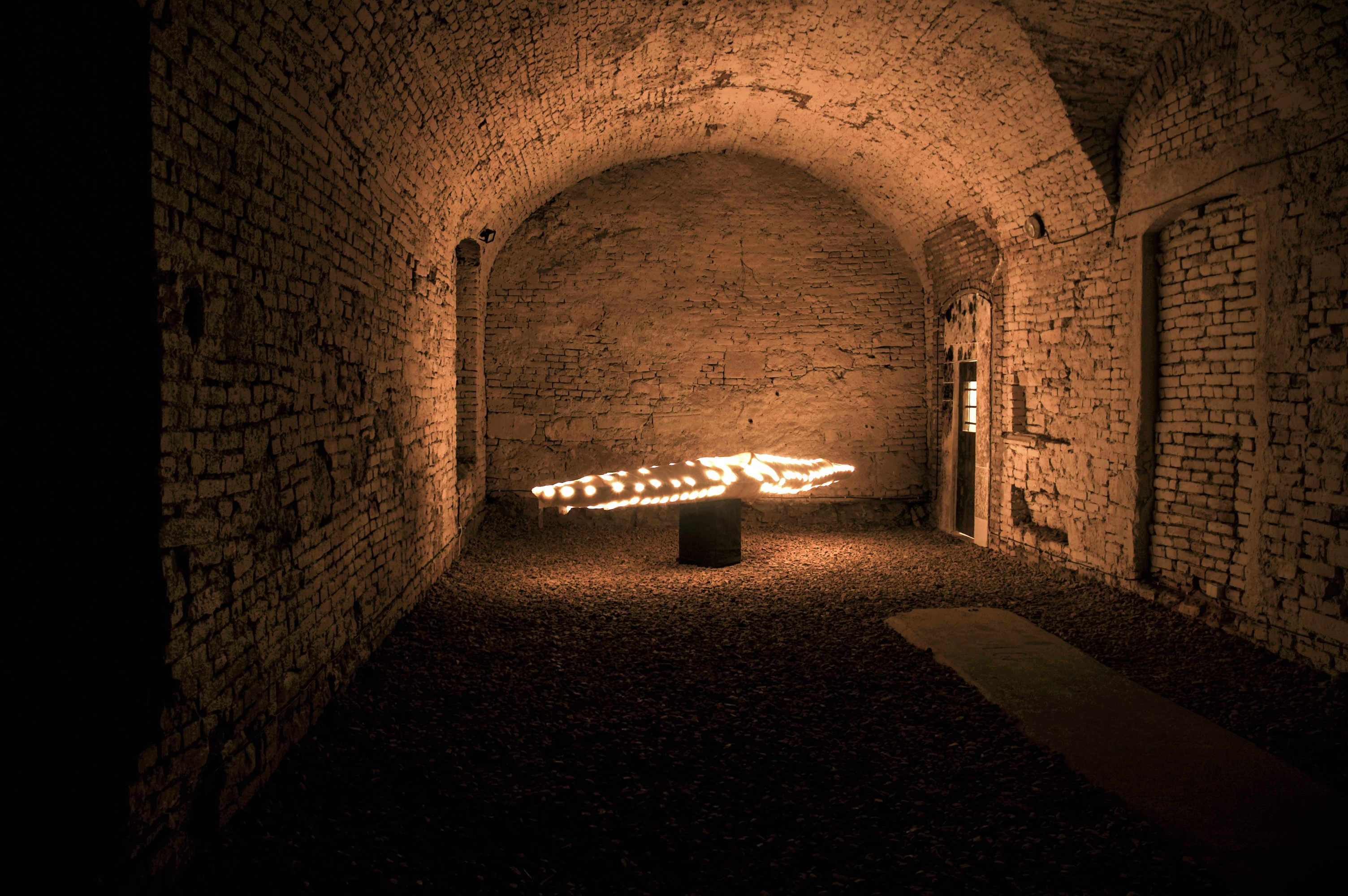
Marie Jirásková, N.O.E., Chateau Slavkov - Austerlitz 2007
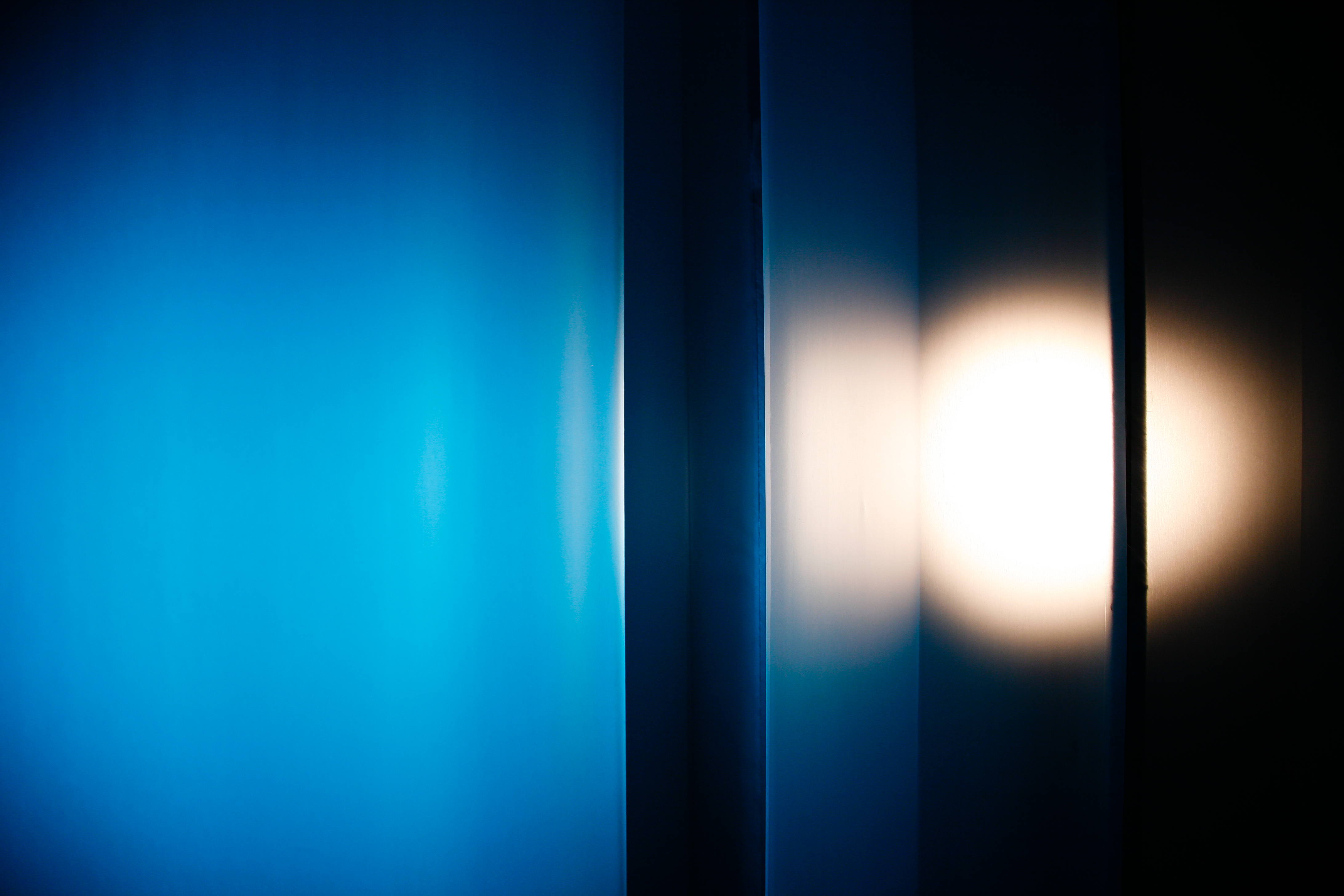
Marie Jirásková, Labyrinth Eye, Brno City Museum 2013

### Koláže
Od počátku své tvorby Marie Jirásková využívá techniku koláže, jak v trojrozměrných objektech, tak ve dvourozměrných plošných pracích, kde výběrem a kombinací neokázalých elementárních tvarů dosahuje nečekaného fantazijního až surrealistického účinku.

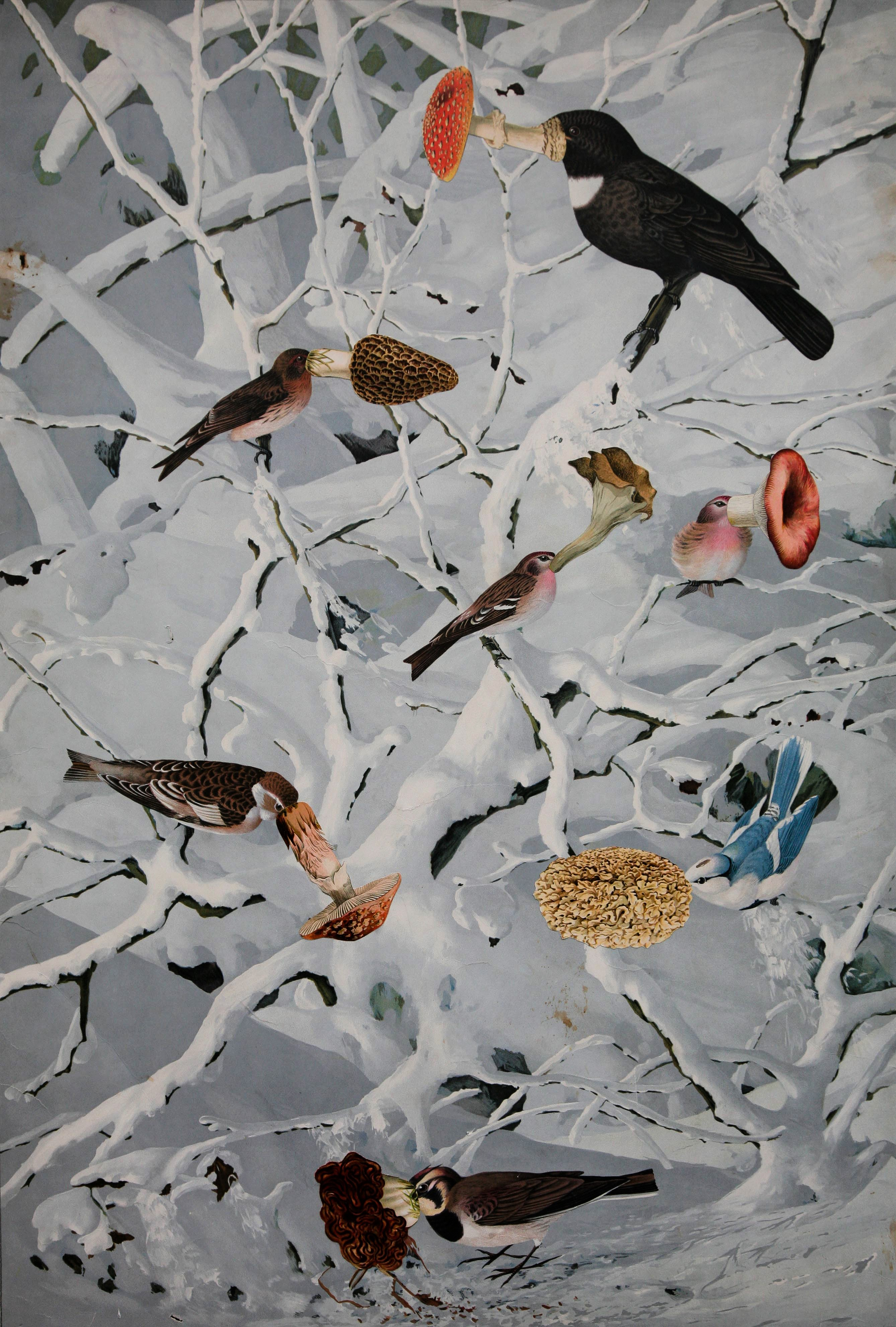
Marie Jirásková, Winter Mushroomsbirds, collage, 2012
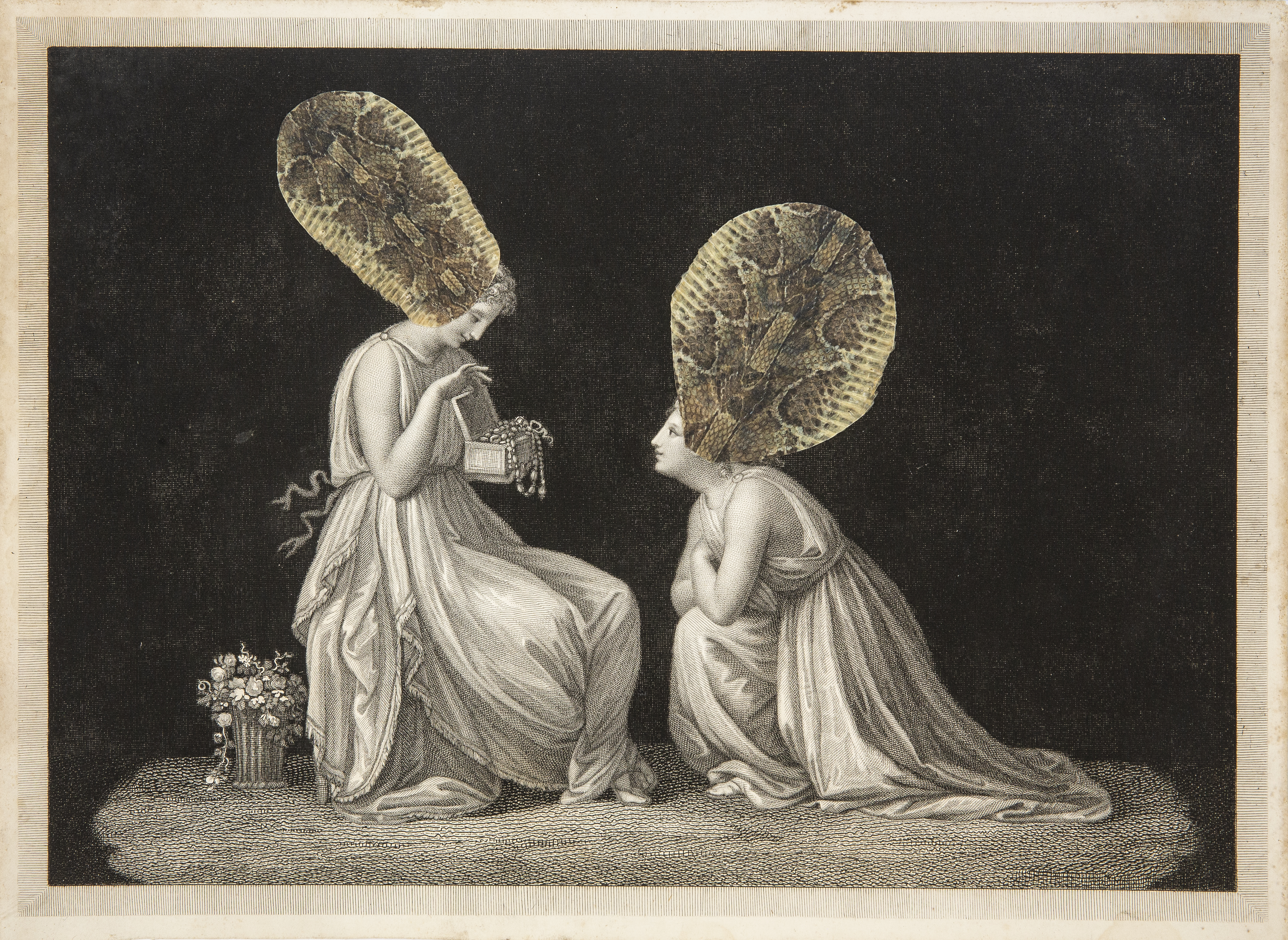
Marie Jirásková, Masquerade Ball, collage, 2011
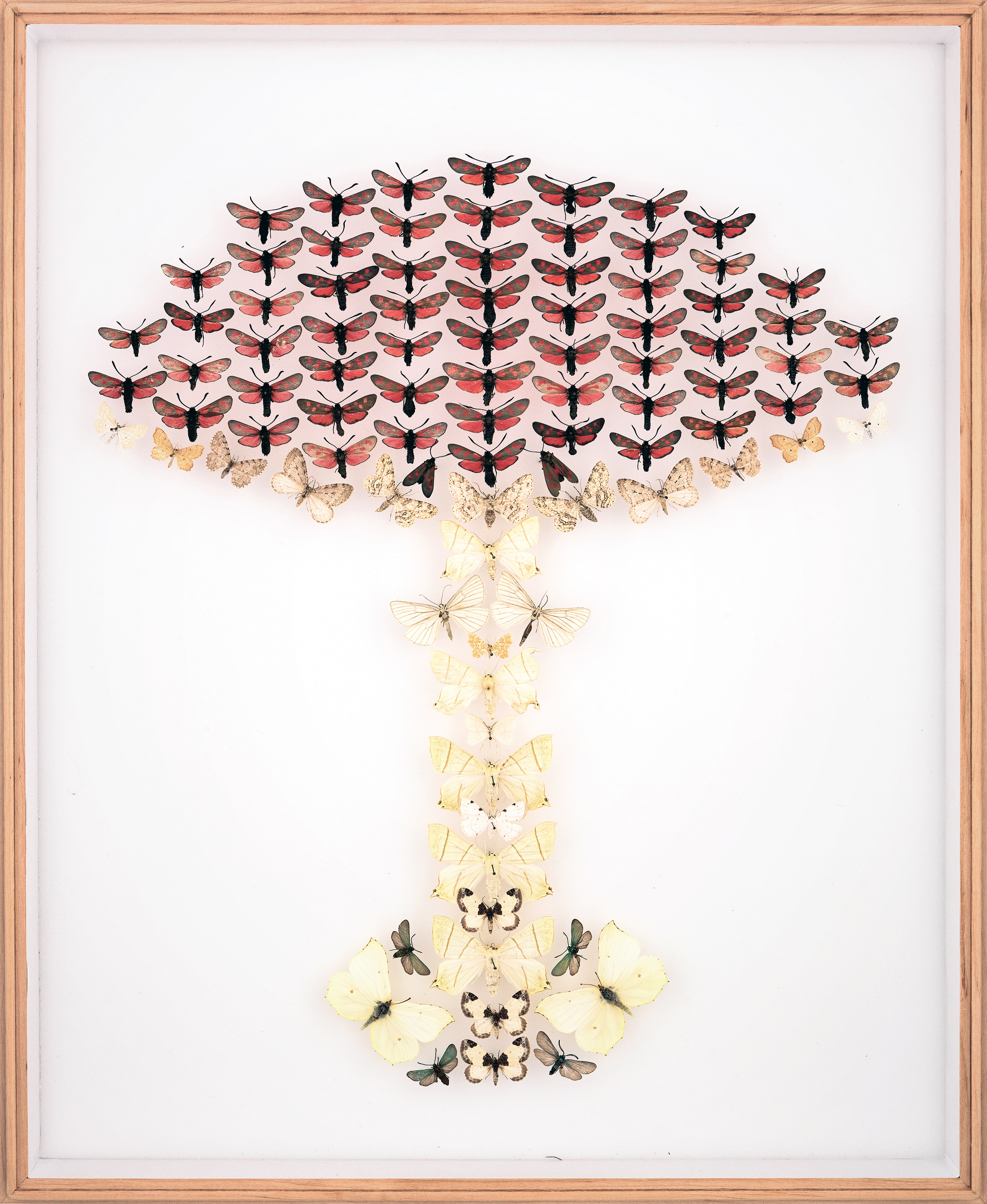
Marie Jirásková, Butterfly Toadstool, 2016

### Divadelní scénografie a kostým
Začátek divadelní práce Marie Jiráskové je spojen s projekty na Katedře alternativního a loutkového divadla DAMU a průběžnou spoluprací s režisérkou Evou Tálskou v Divadle Husa na provázku (1993–1999). Odtud si přinesla chápání scénografie a divadelního kostýmu nikoli jen jako služebné vizualizace dramat, nýbrž naopak jako autonomního zkoumání lidského těla a prostoru. Zároveň od počátku své divadelní tvorby řeší téma recyklace, revitalizace a ekologicky zodpovědné adaptace v divadelním prostředí. Její scénografický a kostýmní rukopis, využívaný v rozpětí od nezávislých divadelních souborů až po operu, je založen na lapidární funkčnosti, archetypální stylizaci a smyslu pro detail. 

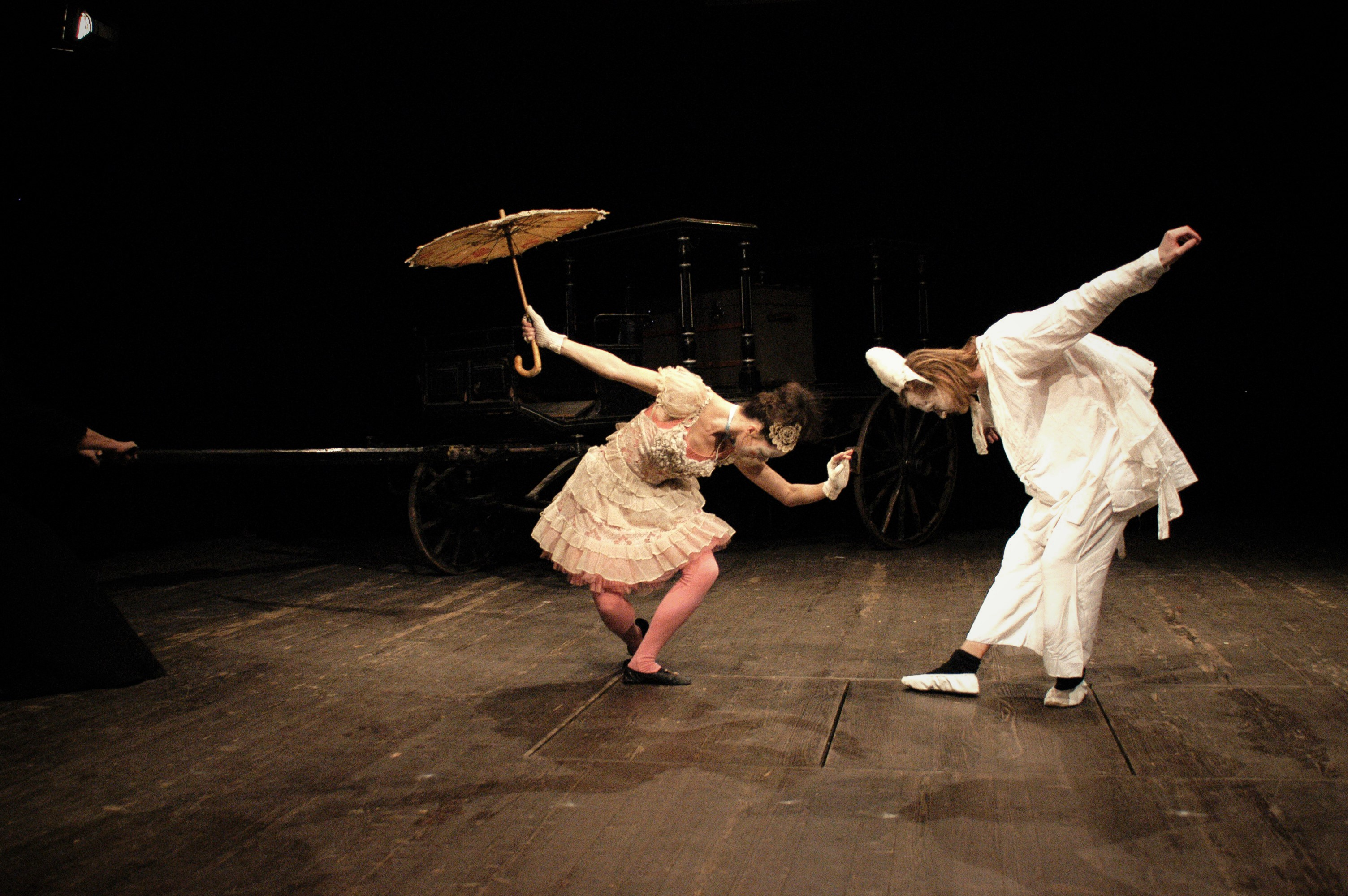
Marie Jirásková, costums for Circus or Death and a horse with me, The Goose on a String Theatre, 1999
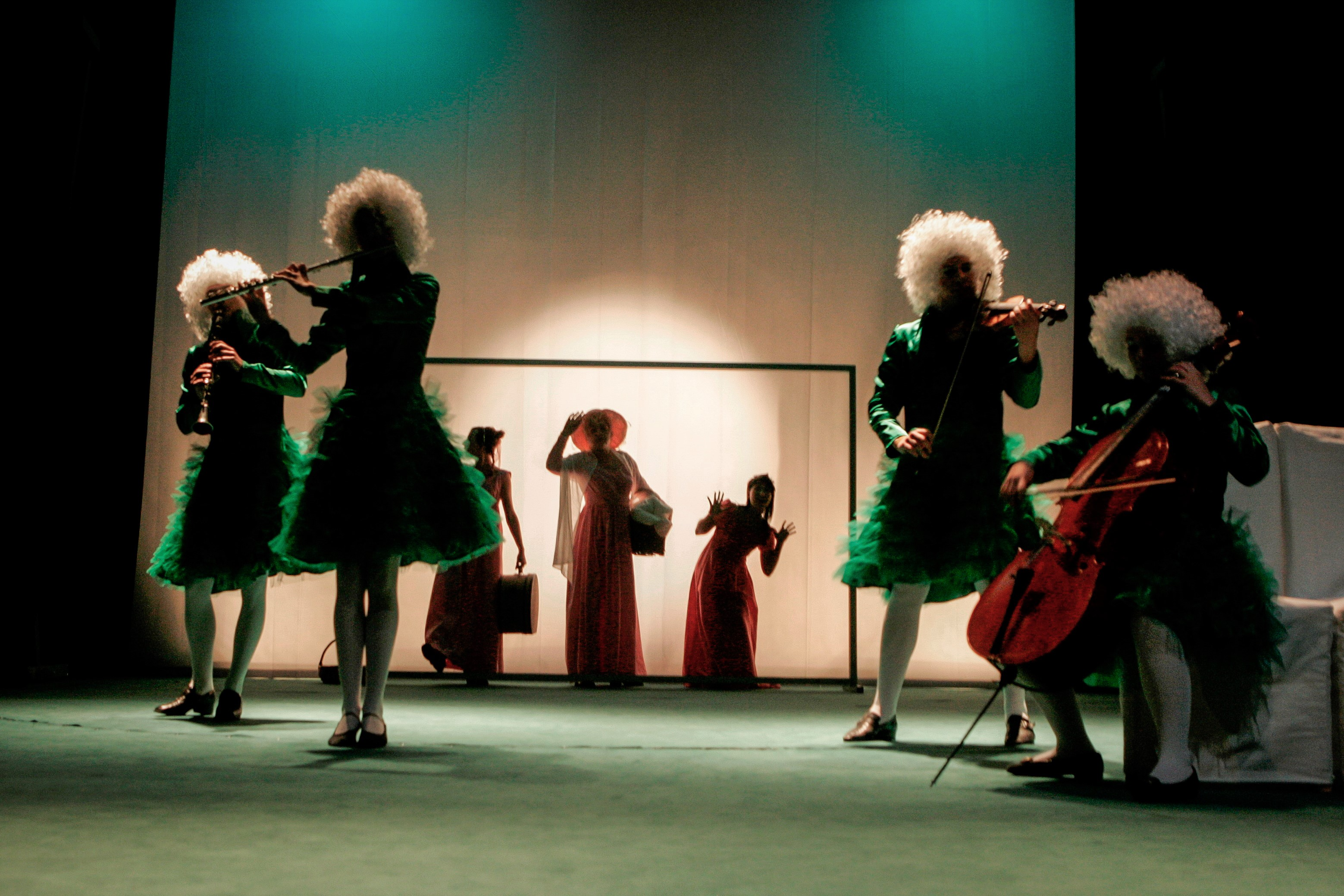
Marie Jirásková, costumes for Pride and Prejudice, Slovac Theater 2007
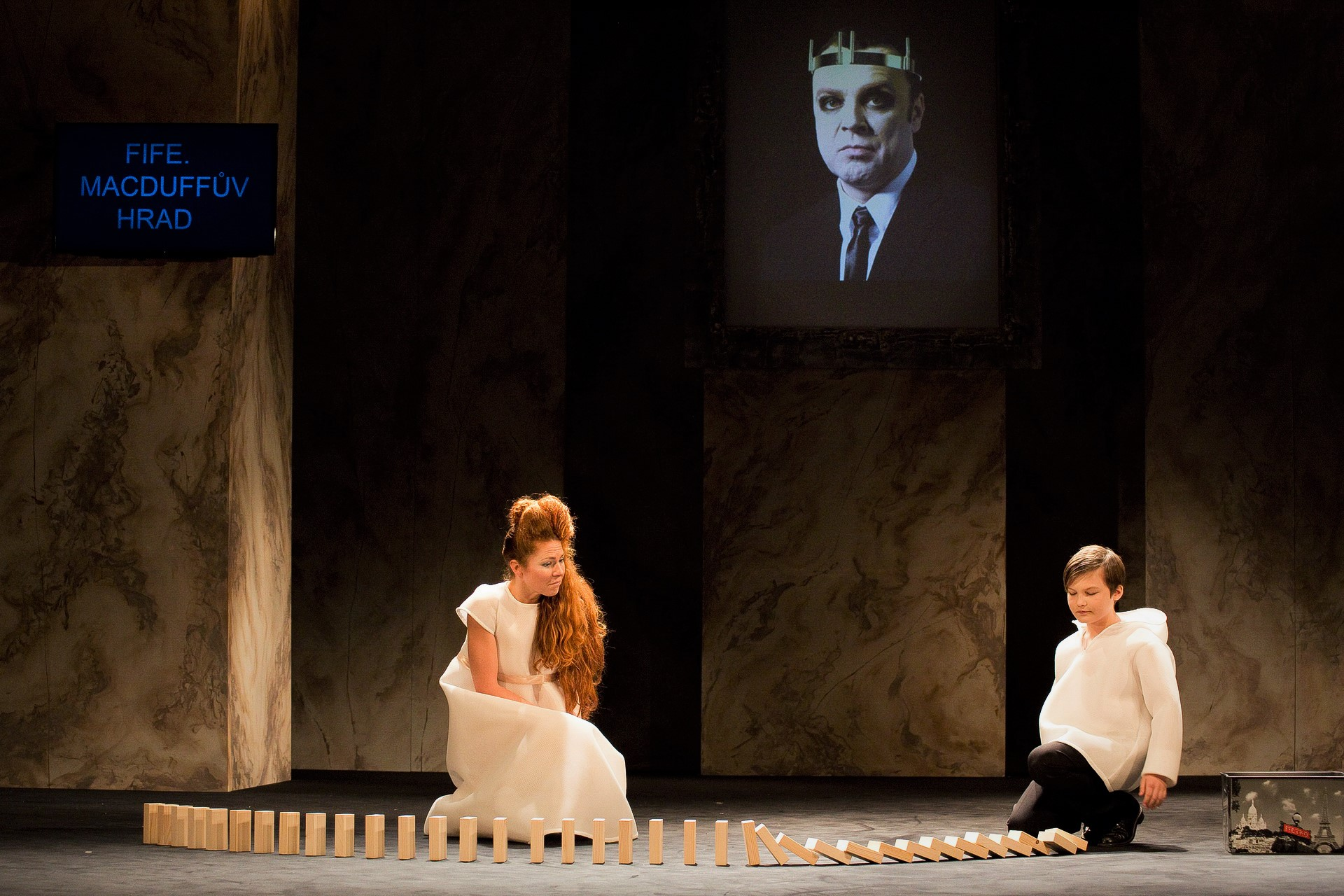
Marie Jirásková, costumes for Macbeth, Slovac Theater 2015

### Design výstav
Významnou kapitolou tvorby Marie Jiráskové je designová práce na výstavních projektech, zabývajících se zejména divadelní tematikou.

Od roku 1996 Marie Jirásková připravila designové řešení cca 30 výstavních expozic, v nichž využila své scénografické zkušenosti. Společným základem vizuality těchto výstavních projektů je vyhraněná konceptuální vize spojená s estetizujícím přístupem. 

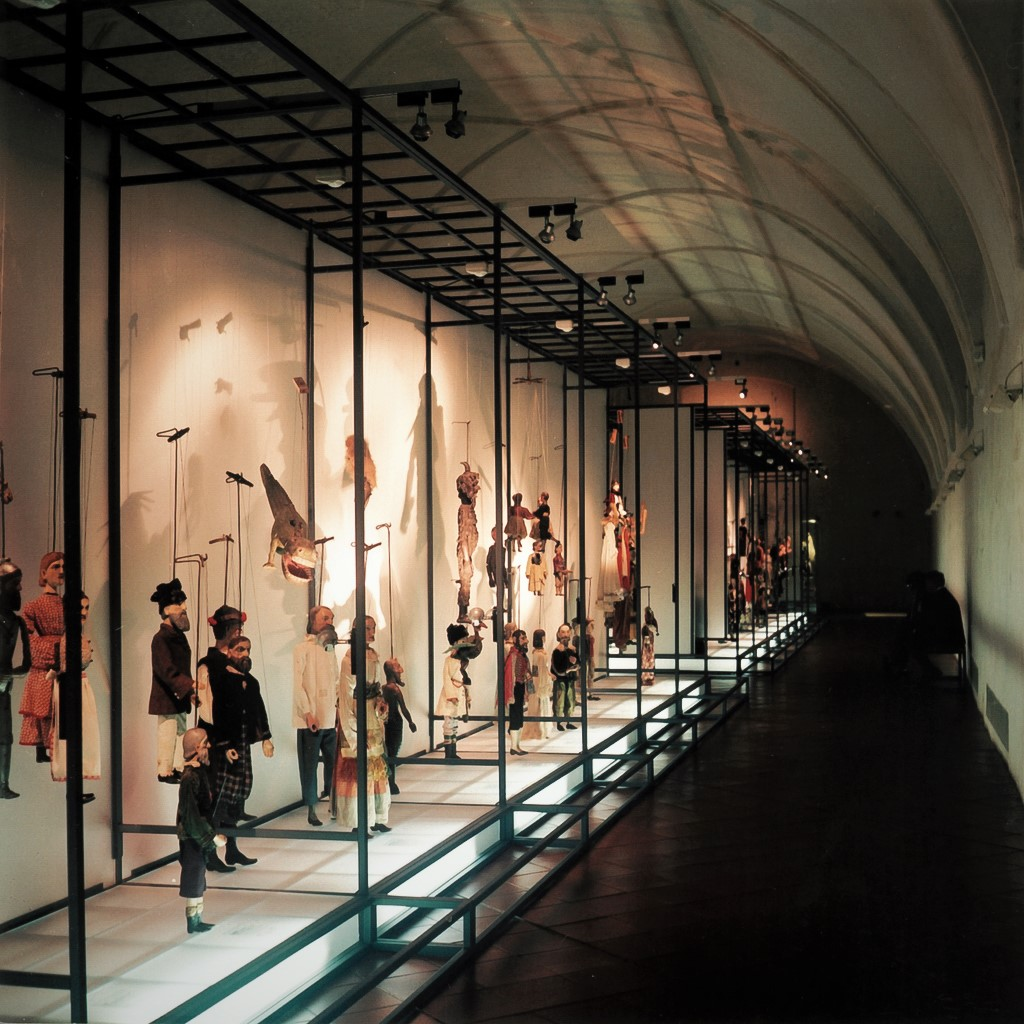
Marie Jirásková, Czech Puppet, Imperial Stables of Prague Castle, Prague 2002
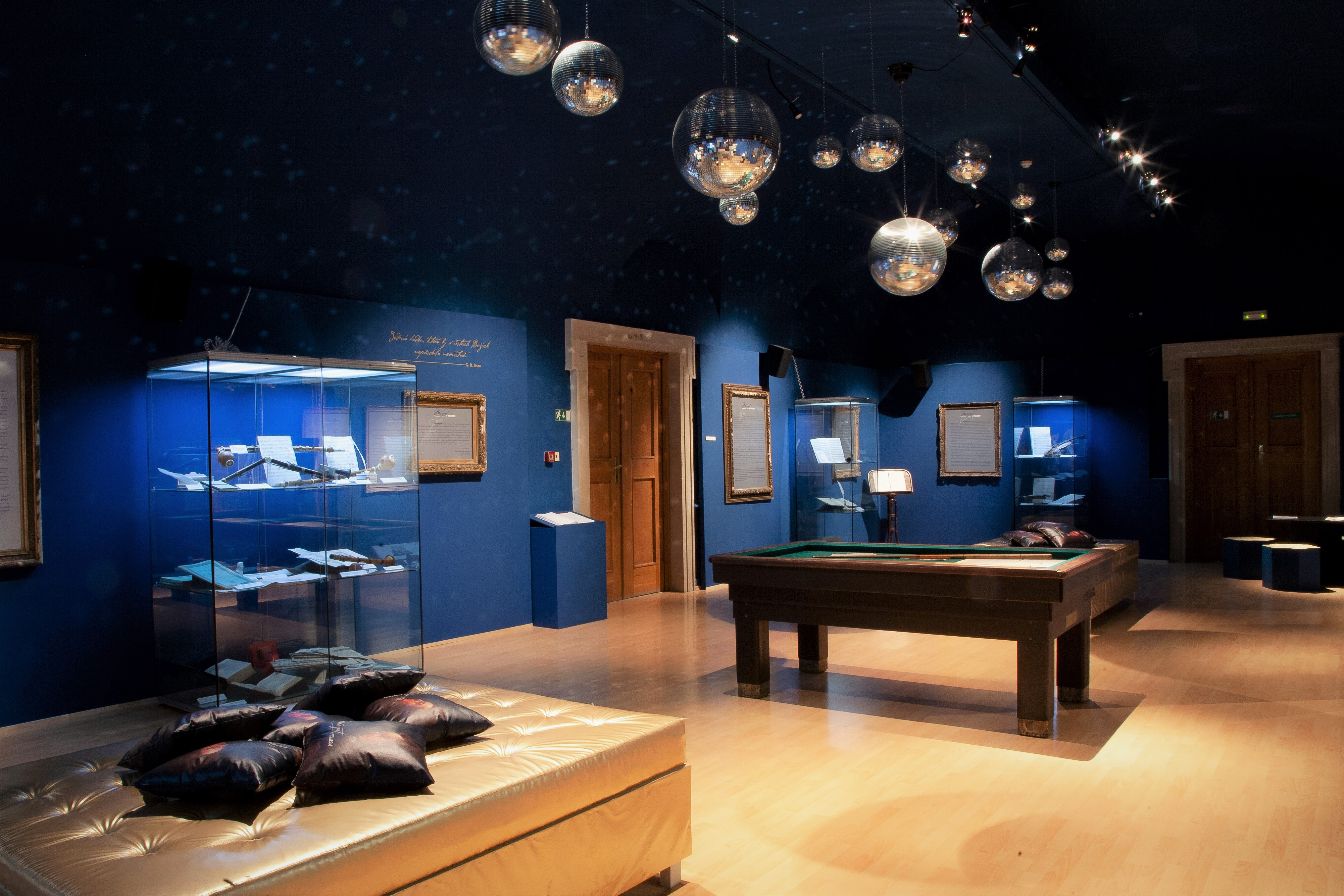
Marie Jirásková (design), Mozart in the museum, Moravian museum in Brno 2016
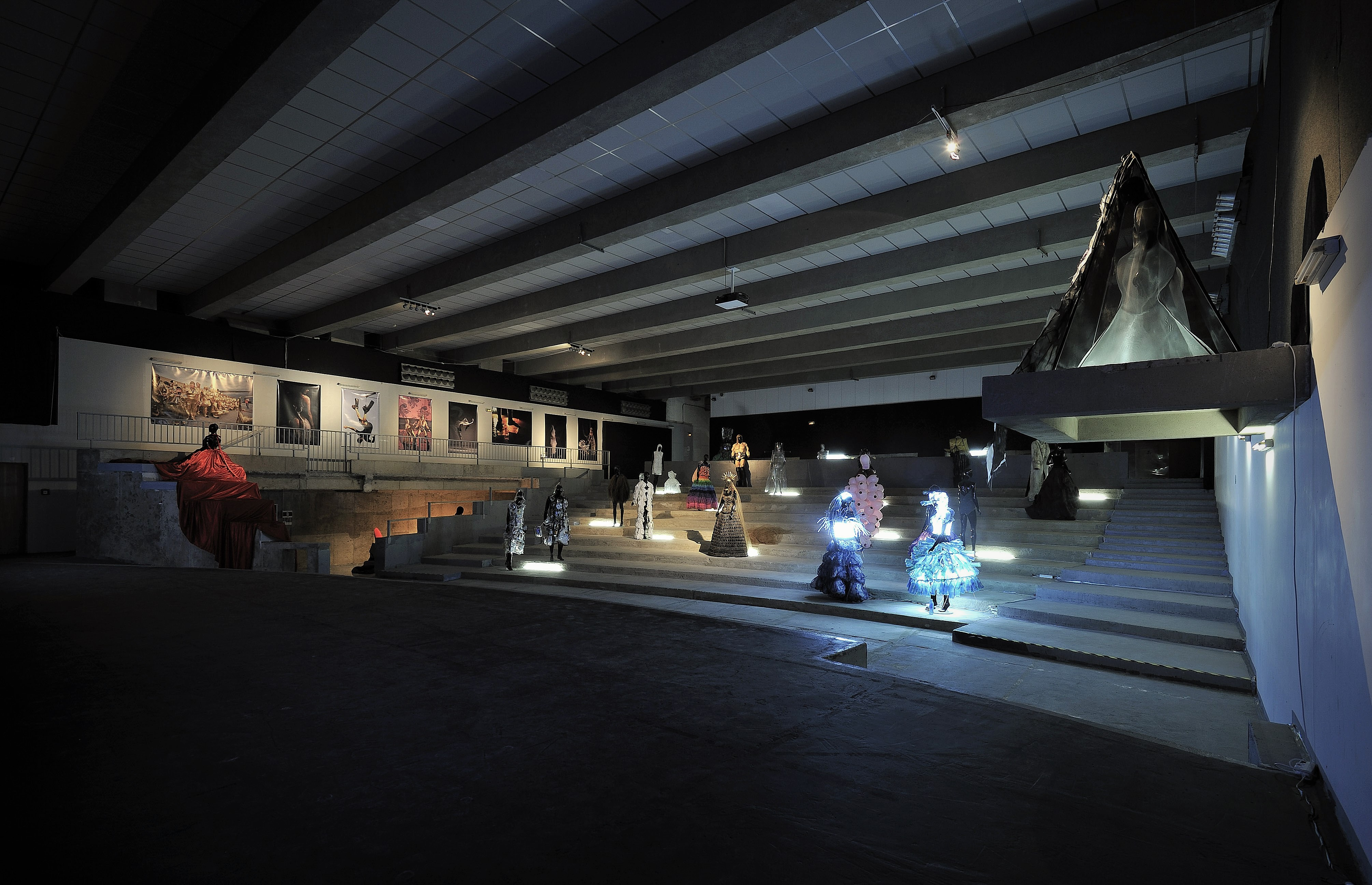
Marie Jirásková, design of The Extreme Costume, PQ – Prague Quadrennial 2011

### Historické loutky
V polovině osmdesátých let Marie Jirásková společně se svým manželem začala sbírat historické české loutky vytvořené do roku 1950. Jako kurátorka a designérka připravila více než 25 výstav loutek u nás i v zahraničí (Evropa, Čína, USA) a na dalších 15 expozicích se podílela. Publikuje odborné studie v časopisech i knihách.
- Jirásková, Marie: Vizualita loutkového divadla v první polovině 20. století (disertace). Brno JAMU 2009.
- Jirásková, Marie – Jirásek Pavel: Loutka a moderna. Arbor Vitae – JAMU 2011 (Ceny: Nejkrásnější kniha 2011, Zlatá stuha IBBY 2011).
- Jirásková, Marie: Umělci a jejich loutky. In. Obrazy z dějin českého loutkářství. MLK Arbor Vitae 2012. (Gloria musaealis, zvláštní ocenění v kategorii Muzejní publikace roku 2012)
- Jirásková, Marie – Jirásek Pavel: The Puppet and Modern. Arbor Vitae – D.A.P. 2014.
- Jirásková, Marie – Jirásek Pavel: Puppet cabaret: visual idioms, performance technologies and the poetics of Czech special puppets in a European context 1850–1950, Theatralia 2015, Theatralia 2015/2, ročník 17, Czech Puppet Theatre in Global Contexts.
- Jirásková, Marie – Jirásek, Pavel: Umění loutky. KANT 2019 (Nejkrásnější kniha 2019, 3. místo v kategorii odborná literatura).

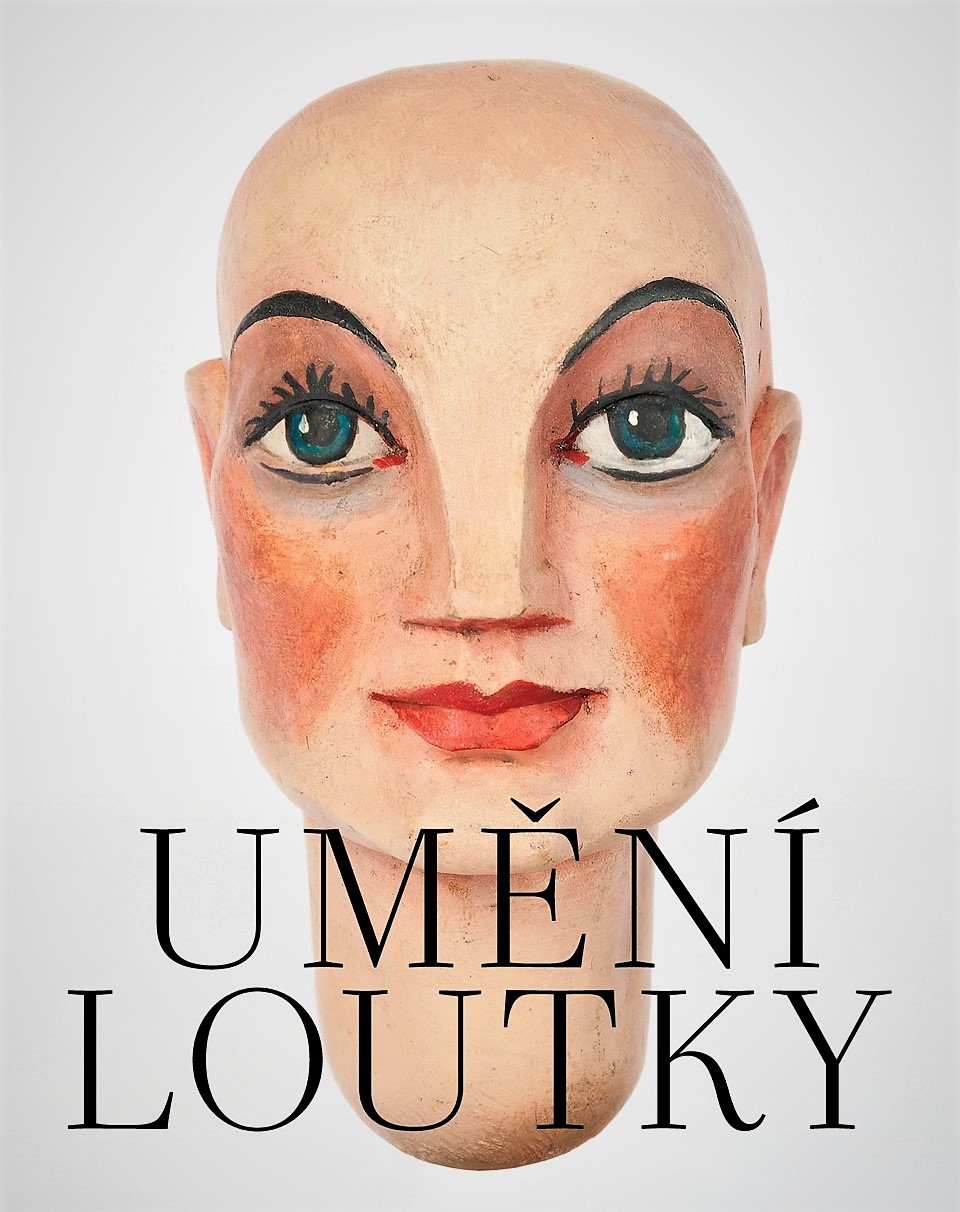
Marie and Pavel Jirásek, Art of puppet, KANT 2019
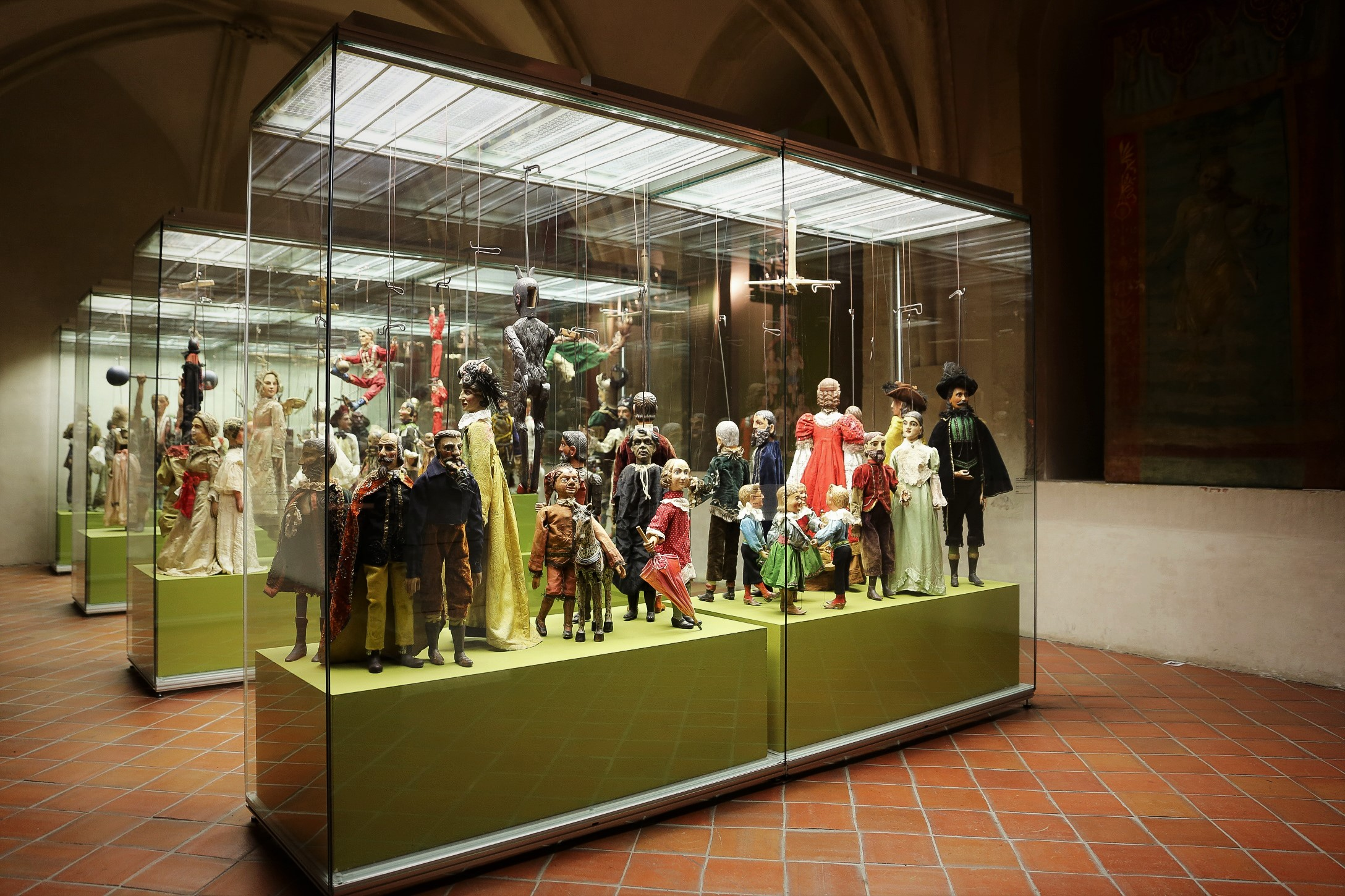
Marie Jirásková, curation + design of exhibition The art of puppets, Brno City Museum 2019
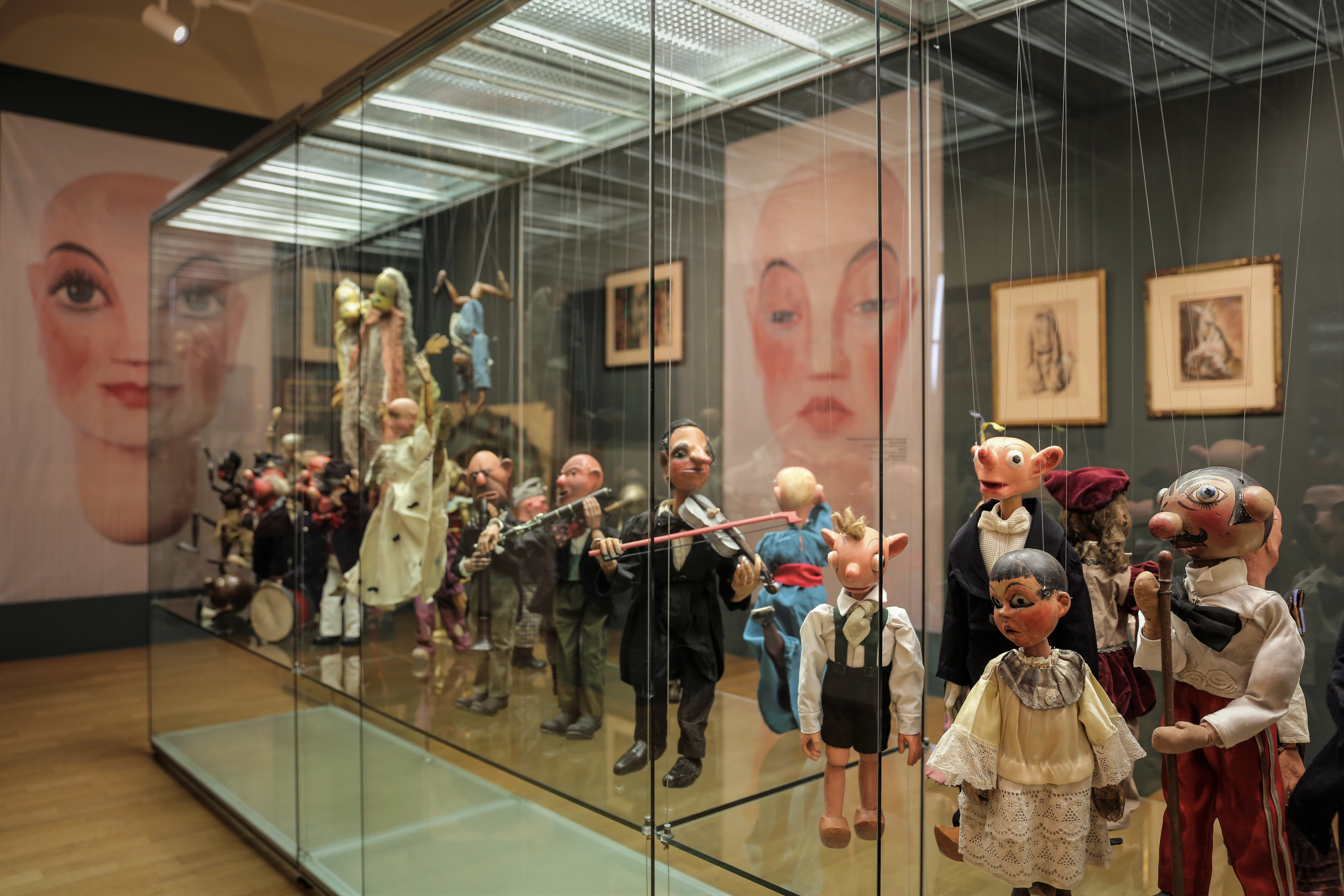
Marie Jirásková, curation + design of exhibition The art of puppets, Prague Chvaly 2019

## Realizace

### Scénografie a kostým
- Doktor Faust – režie Marek Bečka, DAMU, Praha 1986
- Fyzikové – režie Jakub Špalek, Divadlo v Řeznické, Praha 1987
- Pohádky pro nehodné děti – režie Marta Rau, Divadlo v Řeznické, Praha 1988
- Bajaja – režie Petr Kracík, Radost, Brno 1990
- Odyssea – Figuren Theater Wolfsburg, 1993
- Nedorozumění – režie Arnošt Goldflam, Studio Marta, Brno 1994
- Svatbičky – režie Eva Tálská, Centrum experimentálního divadla, Brno 1994
- Fantomima – režie Jakub Špalek, Kašpar, Praha 1995
- King Stag – režie Richard Toth, Kašpar, Misery love company, Praha 1995
- Královský hon na slunce – režie Jakub Špalek, Kašpar, Praha 1997
- Sestup Orfeův – režie Jaroslava Šiktancová, Kašpar, 1997
- Arlekino – režie Hubert Krejčí, Centrum experimentálního divadla, Brno 1996
- Tance krále Leara – režie Eva Tálská, Studio Dům, Centrum experimentálního divadla, Brno 1998
- Se mnou smrt a kůň – režie Eva Tálská, Divadlo Husa na provázku, Brno 1999
- Obrazy z Fausta Fringe Macau, Čína 1999
- Zkrocení zlé ženy – režie Věra Herajtová, Západočeské divadlo Cheb, 2000
- Pygmalion – režie Věra Herajtová, Západočeské divadlo, Cheb 2001
- Lucerna – režie Věra Herajtová, Západočeské divadlo, Cheb 2003
- Radúz a Mahulena – režie Věra Herajtová, Západočeské divadlo, Cheb 2004
- Probouzení – režie Věra Herajtová, Západočeské divadlo, Cheb 2004
- Poprask na Laguně – režie Jiří Frehár, Západočeské divadlo, Cheb 2005
- Zločin a trest – režie Věra Herajtová, Divadlo Antonína Dvořáka, Ostrava 2006
- Vzdálené ostrovy – režie Věra Herajtová, Středočeské divadlo, Kladno 2007
- Pýcha a předsudek – režie Radovan Lipus, Slovácké divadlo, Uherské Hradiště 2007
- Křídlo – režie Radovan Lipus Slovácké divadlo, Uherské Hradiště 2009
- Pension pro svobodné pány – režie Igor Stránský Slovácké divadlo, Uherské Hradiště 2010
- Denní dům, noční dům – režie Radovan Lipus Slovácké Divadlo, Uherské Hradiště 2011
- Hobit aneb cesta tam a zase zpátky – režie Marek Bečka, Vít Brukner, Divadlo Lampion, Kladno 2014
- Platée – režie Constance Larrieu, Czech Ensemble Baroque Orchestra, Znojmo 2014
- Pension pro svobodné pány – režie Igor Stránský, Těšínské divadlo, Český Těšín 2014
- Deník Anny Frankové – režie Zoja Mikotová Slovácké divadlo, Uherské Hradiště 2015
- Macbeth – režie Igor Stránský Slovácké divadlo, Uherské Hradiště 2015
- Frutti di mare – režie Anna Duchaňova, Anička Letadýlko, Praha 2016
- Králova řeč, režie – Igor Stránský, Slovácké divadlo, Uherské Hradiště 2017
- Malá čarodějnice, režie – Anna Duchaňova, Divadlo Polárka, Brno 2017
- Roštěnky u Tiffanyho – režie Anna Duchaňova, Werichova vila, Praha 2017
- Nevěrní, režie – Jiří Honzírek, Divadlo Feste, BVV, Pavilon A, Brno 2018
- A blesk se mne dotekl – režie Zoja Mikotová, Reduta ND, Brno 2019
- Přelet nad kukaččím hnízdem – režie Igor Stránský, Slovácké divadlo, Uherské Hradiště 2019
- Opravdové interview s Petrem Kellnerem – režie Jiří Honzírek, Divadlo Feste, Brno 2020
- Zločiny srdce – režie Petr Kracík,Těšínské Divadlo, Český Těšín 2020
- Deskový statek – režie Igor Stránský, Slovácké divadlo, Uherské Hradiště 2020
- Babička – režie Igor Stránský Divadlo Šumperk, Šumperk 2020
- Ubožáci – režie Jiří Honzírek, Divadlo Feste, Brno 2020

### Práce pro televizi
- U sta Bromů – polohraný dokument, režie Pavel Jirásek, ČT 2008
- Vzhůru dolů – 7dílný cyklus, režie Pavel Jirásek, ČT 2008
- Brněnský zázrak architektury a obchodu – režie Pavel Jirásek, ČT 2008
- Café Brno – režie Pavel Jirásek, ČT 2008
- Rajské zahrady – režie Pavel Jirásek, 7dílný cyklus, ČT 2009
- J. G .Mendel – režie Pavel Jirásek, ČT 2009
- RADIOROCK – režie Pavel Jirásek, ČT 2010
- Na Houby – režie Pavel Jirásek, 13dílný cyklus, ČT 2011
- Platée, J.P. Rameau – režie Constance Larrieu, Czech Ensemble Baroque Orchestra, Znojmo, záznam ČT 2014
- Magdalena Kožená – režie Jakub Kořínek, Jízdárna zámku Valtice, záznam koncertu ČT Brno 2015
- Vánoční strom republiky – režie Pavel Jirásek, ČT 2016
- Hermína Týrlová – režie Pavel Jirásek, ČT 2017
- Ondřej Sekora – práce všeho druhu – režie Pavel Jirásek, ČT 2019
- Česká loutka – režie Pavel Jirásek, ČT 2019
- Joachim Barrande – ztracená moře – režie Pavel Jirásek, ČT 2019

### Komplexní výtvarné řešení výstav
- Dům plný loutek – Palác šlechtičen, Brno 1996
- Svět Janáčkových oper – Ditrichsteinský palác, Brno 1997; Novoměstská radnice, Praha 1998
- Svět Janáčkových oper – Novoměstská radnice, Praha 1998
- Full House of Puppets – Centro kulturistico Macau, Čína 1999
- Česká loutka – Císařská konírna Pražského hradu, Praha 2002
- Česká loutka – Moravská galerie, Brno 2003
- Zapomenuté loutky – Galerie R2, Brno 2009
- Extrémní kostým – Veletržní palác, Pražské Quadrienalle, Praha 2011
- Magický svět loutek – Muzeum loutkářských kultur, Chrudim 2013
- Salon scénografie – Reduta, Brno 2013
- Salon scénografie – České centrum, Praha 2014
- Mozart v muzeu – MZM, Dietrichsteinský palác, Brno 2016
- Umění loutky – Muzeum města Brna, Špilberk, Brno 2018
- Umění loutky – Chvalský zámek, Praha 2019

### Samostatné výstavy
- Disk, Praha 1990
- Radost, Brno 1991
- Radost, Brno 1994
- Samidva – Palác šlechtičen, Brno 1996
- Performance a výstava „Tree cocoons“ – Divadlo v pohybu, Centrum experimentálního divadla, Brno 1998
- Performance a výstava „Poslední jednonožec“ – Galerie Katakomby CED, Brno 1999
- House full of Puppets – Macau Fringe 99´, Macau 1999
- Pandora box, Flotilla – Dům umění města Brna, Brno 1999
- Křídla – Vaňkovka, Brno 1999
- Divadýlka – Palác Akropolis, Praha 1999
- Tvoři – Galerie mladých, Brno 2000
- Nature Theaters – Great Small Works, New York, USA 2000
- Křídla – Moravská galerie, Brno 2000
- Spící had – Expozice nové hudby, Vaňkovka, Brno 2001
- Snail's tales – Centrum experimentálního divadla, Brno 2002
- Iluminace – Spolek, Brno 2003
- Hermy – Galerie Kabinet, Brno 2003
- Efemery – HADI Švanda, Brno 2004
- Hermovky – Knihovna ČSAV, Praha 2004
- Skleněný cirkus – performance, Hvězdárna MK, Brno 2005
- Světlem oděná, Palác Šlechtičen, Brno 2005
- Genetic flowers – Magnetic, Brno 2005
- Retrosvětlo – Galerie U Dobrého pastýře, Brno 2007
- Kukly – Muzejní galerie, Chrudim 2007
- N.O.E. – Muzejní noc 2007, Palác Šlechtičen Brno; podzemí Historického muzea ve Slavkově u Brna, 2007; Podzemí divadla Reduta, RED festival Brno 2007
- Světlušky – Muzejní noc 2008, Palác Šlechtičen Brno
- Blackdown Baron Trenck, Podzemí divadla Reduta, Brno 2009
- Pink, Palác Šlechtičen, Brno 2010
- Ambience, Reduta, Brno 2011
- Fulguris, Ústav psychologie, Praha 2015
- Po zarostlém chodníčku, Památník Leoše Janáčka, Brno 2016
- Circles, Galerie Vaňkovka, Brno 2018

### Společné výstavy
- Pražské quadrienále 95, Praha 1995
- Salon scénografie 95, Valdštejnská jízdárna, Praha 1995
- Salon scénografie 99, Veletržní palác, Praha
- Salon scénografie, Lobkovický palác, Praha 2005
- Proměny, Galerie kritiků, Praha 2008
- Mezi zvířetem a květinou, Zámek Klenová 2008
- Tibet mysli, Nová radnice, Praha 2009
- Labyrint světla, Ekomuzeum Praha 2009
- Naše věc, Galerie U Dobrého pastýře, Brno 2009
- Proměny, MZM Ditrichsteinský palác, Brno 2009
- Bienále, Porta coeli, Dolní Kounice 2010
- Extrémní kostým, N.O.E., Pražské Quadrienale, Praha 2011
- Houby houbičky, atomové hřiby…, Artinbox, Praha 2011
- Houby v Brně, Reduta, Brno 2012
- Salon scénografie, Reduta, Brno 2013
- Salon scénografie, České centrum, Praha 2014
- Salon scénografie, OD Kotva, Praha 2017
- Salon scénografie, Reduta, Brno 2018

### Významné autorské výstavy historických loutek
- Dům plný loutek, Palác šlechtičen, Brno 1996
- Full House of Puppets, Centro kulturistico Macau, Čína 1999
- Česká loutka, Císařská konírna Pražského hradu, Praha 2002
- Česká loutka, Moravská galerie, Brno 2003

- Magický svět loutek, Muzeum loutkářských kultur, Chrudim 2013
- Umění loutky, Muzeum města Brna Špilberk, Brno 2018
- Umění loutky, Chvalský zámek, Praha 2019